# Gliederung des Territorialheeres (Bundeswehr, Heeresstruktur 4)
Die Gliederung des Territorialheeres der Bundeswehr in der Heeresstruktur 4 beschreibt die Truppenteile des Territorialheeres im Zeitraum von 1980 bis 1992. Die Heeresstruktur 4 beschreibt damit die Aufstellung des Territorialheeres zum Ende des Kalten Krieges.
Das Territorialheer ist Teil des Heeres der Bundeswehr. Die weitere Gliederung der anderen Teilbereiche des Heeres finden sich in:
- Teil 1 – Einleitung und Aufbau der Listen, Führung des Heeres, Gliederung des Heeresamtes und nachgeordneter Bereich
- Teil 2 – Feldheer: Gliederung des Feldheeres (Bundeswehr, Heeresstruktur 4)
- Teil 3 – Territorialheer: Gliederung des Territorialheeres (Bundeswehr, Heeresstruktur 4)

## Einführung
Auch im Verteidigungsfall unter rein nationalem Kommando, geführt durch den Führungsstab des Heeres an seiner Spitze, stand das Territorialheer, das in Masse aus im Frieden nicht aktiven Truppenteilen bestand. Im Verteidigungsfall wuchs das Territorialheer durch die Einberufung gedienter Reservisten schnell auf und unterstand für den Einsatz dann direkt dem BMVg. Hauptaufgabe für das Territorialheer war das „Aufrechterhalten der Operationsfreiheit“ der NATO-Streitkräfte in der Bundesrepublik. Dazu leistete das Territorialheer im Verteidigungsfall Führungs- und Unterstützungsaufgaben sowie logistische Unterstützung und unterstützte den Aufmarsch und die Beweglichkeit eigener Truppen durch pioniertechnische Mittel. Im Frieden bereitete das Territorialheer Sperren vor, die im Verteidigungsfall ausgelöst wurden, um die Beweglichkeit der im Osten antretenden Truppen des Warschauer Paktes zu hemmen. Feuerkraft, Schutz und Mobilität eigener Kampftruppen des Territorialheeres blieben deutlich hinter den Möglichkeiten des Feldheeres zurück. Das Territorialheer war dennoch aber auch zum Sichern und Schützen des rückwärtigen Raumes und ortsfester Einrichtungen sowie den Kampf gegen durchgebrochene oder luftgelandete Kräfte in ihrem jeweiligen Wehrbereich eingeplant und verfügte dazu über verstärkte Infanteriekräfte. Das Territorialheer bildete eigene Truppen aus und führte diese teils dem Feldheer zu. Im Verteidigungsfall konnte das Territorialheer begrenzt vernichtete Truppenteile des Feldheeres ersetzten oder dieses verstärken. Gegliedert war das Territorialheer anders als das Feldheer. Es gliederte sich in drei Territorialkommandos, denen die Wehrbereichskommandos (WBK; divisionsäquivalent) unterstanden, denen wiederum die Verteidigungsbezirkskommandos (VBK; brigadeäquivalent) unterstellt waren, denen wiederum u. a. die Verteidigungskreiskommandos unterstellt waren.

## Führung des Territorialheeres
Das Territorialheer wurde größtenteils im Frieden und im Krieg rein national truppendienstlich durch den Führungsstab des Heeres mit dem Inspekteur des Heeres geführt. Im Verteidigungsfall wurde es im Einsatz direkt durch das BMVg geführt.
- Führungsstab des Heeres, Bonn (im engeren Sinn ist der Stellvertreter des Inspekteurs des Heeres beauftragt mit der Führung des Territorialheeres)

## Gliederung des Territorialheeres

### Territorialkommando Schleswig-Holstein

Verbandsabzeichen (Ärmelabzeichen Dienstanzug für alle unterstellten Truppenteile außer Heimatschutzbrigaden)

Schleswig-Holstein spielte auf Grund seiner geographischen Lage eine besondere Rolle: es grenzte an Nord- und Ostsee und hatte den Landanschluss an Dänemark. Im Gegensatz zu allen anderen Bereichen des Territorialheeres lag sein Kommandobereich im Bereich der AFNORTH. Es wirkte eng mit LANDJUT zusammen und führte im Frieden etliche im Verteidigungsfall für LANDJUT vorgesehene Truppen. Aus diesem Grund waren das Territorialkommando Schleswig-Holstein und überhaupt die in Schleswig-Holstein befindlichen Verbände (z. B. 6. Panzergrenadierdivision) i. d. R. auch anders strukturiert. Eine weitere Besonderheit war, dass das Territorialkommando Schleswig-Holstein zugleich die Aufgaben eines Wehrbereichskommandos wahrnimmt (quasi das Wehrbereichskommando I).
- Stab/Stabskompanie Territorialkommando Schleswig-Holstein, Kiel
  -  Feldjägerbataillon 610, Heide
  -  Frontnachrichtenkompanie 600 (GerEinh), Neumünster
  -  PSV-Kompanie 600 (GerEinh), Süderbrarup (September 1989 aufgelöst)
  -  Topographiebatterie 600 (teilaktiv), Rendsburg (im Frieden zu Verfügungstruppenkommando 41) 
  -  Heeresfliegerstaffel 600 (GerEinh), Hohenlockstedt
  -  ABC-Abwehrbataillon 610 (gekadert, im Frieden zu Verfügungstruppenkommando 41), Albersdorf
  -  Truppenübungsplatzkommandantur Putlos, Oldenburg in Holstein
  -  Flugabwehr-Schießplatzkommandantur Todendorf, Panker
  -  Feldersatzbataillon 610 (GerEinh), Husum (im Frieden zu Versorgungskommando 600)
  -  Feldersatzbataillon 620 (GerEinh), Idstedt (im Frieden zu Verfügungstruppenkommando 41)
  -  Ausbildungskompanie Stabsdienst und Militärkraftfahrer 602, Heide (im Frieden zu Feldjägerbataillon 610)
  - Feldausbildungsregiment 60 (GerEinh)
    -  Stab/Stabskompanie Feldausbildungsregiment 60 (GerEinh), Rendsburg
    -  Feldausbildungsbataillon 602 (GerEinh), Rendsburg
    -  Feldausbildungsbataillon 603 (GerEinh), Rendsburg
    -  Feldausbildungsbataillon 604 (GerEinh), Rendsburg

  - Pionierregiment 60 (GerEinh)
    -  Stab/Stabskompanie Pionierregiment 60 (GerEinh), Klein Wittensee
    -  Fernmeldekompanie 600 (GerEinh), Klein Wittensee
    -  Amphibische Pionierkompanie 600, Plön (im Frieden zu Pionierbataillon 6)
    -  Pionierbataillon 620, Schleswig (im Frieden zu Verfügungstruppenkommando 41)
    -  Pionierbataillon 630 (GerEinh), Albersdorf (bis 1988 Brickeln)
    -  Pionierbataillon 640 (GerEinh), Idstedt
    -  Pionierbataillon 650 (GerEinh), Rendsburg (im Verteidigungsfall zu LANDJUT)
    -  Schwimmbrückenbataillon 660 (gekadert), Schleswig
    -  Schwimmbrückenkompanie 631 (GerEinh), Burg (1989 aufgelöst)
    -  Schwimmbrückenbataillon 670 (GerEinh), Albersdorf (April 1989 aufgestellt)
    -  Pipelinepionierkompanie 601, Schleswig (im Frieden zu Verfügungstruppenkommando 41, im Verteidigungsfall Kader für Pipelinepionierbataillon 600, d. h. nach dessen Aktivierung aufzulösen)
    -  Pipelinepionierbataillon 600 (GerEinh), Idstedt

  - Flugabwehrregiment 600 (im Verteidigungsfall zu LANDJUT)
    -  Stab/Stabsbatterie Flugabwehrregiment 600 (gekadert), Rendsburg (im Frieden zu Flugabwehrbataillon 610, im Verteidigungsfall zu LANDJUT)
    -  Flugabwehrbataillon 610 (teilaktiv), Rendsburg (im Frieden als Lehrtruppenteil unter der Bezeichnung Flugabwehrlehrbataillon 610 zu Heeresflugabwehrschule, im Verteidigungsfall zu LANDJUT)
    -  Flugabwehrbataillon 620 (GerEinh), Rendsburg (im Verteidigungsfall zu LANDJUT)
    -  Flugabwehrbataillon 630 (GerEinh), Rendsburg (im Verteidigungsfall zu LANDJUT)

#### Verfügungstruppenkommando 41
Im Verteidigungsfall führt das Verfügungstruppenkommando ad hoc zusammengestellte Kampfgruppen
- Stab/Stabskompanie Verfügungstruppenkommando 41 (teilaktiv), Schleswig

##### Heimatschutzbrigade 61

Verbandsabzeichen Heimatschutzbrigade 61 (Ärmelabzeichen Dienstanzug)

- Stab/Stabskompanie Heimatschutzbrigade 61 (GerEinh), Idstedt
  -  Pionierkompanie 610 (GerEinh), Idstedt
  -  Jägerbataillon 611 (GerEinh), Klein Wittensee
  -  Jägerbataillon 612 (GerEinh), Flensburg
  -  Panzerbataillon 613 (GerEinh), Hamburg
  -  Feldartilleriebataillon 615 (GerEinh), Hamburg

##### Heimatschutzregiment 71
- Stab/Stabskompanie Heimatschutzregiment 71 (GerEinh), Neumünster
  -  Mörserkompanie 710 (GerEinh), Neumünster
  -  Versorgungskompanie 710 (GerEinh), Neumünster
  -  Jägerbataillon 711 (GerEinh), Neumünster
  -  Jägerbataillon 712 (GerEinh), Seeth
  -  Jägerbataillon 713 (GerEinh), Albersdorf

##### Heimatschutzregiment 81
- Stab/Stabskompanie Heimatschutzregiment 81 (GerEinh), Süderlügum
  -  Versorgungskompanie 810 (GerEinh), Süderlügum
  -  Jägerbataillon 811 (GerEinh), Süderbrarup
  -  Jägerbataillon 812 (GerEinh), Idstedt
  -  Jägerbataillon 813 (GerEinh), Eutin

#### Fernmeldekommando 600
- Stab/Stabskompanie Fernmeldekommando 600, Kiel
  -  Fernmeldebataillon 610 LANDJUT, Rendsburg (im Verteidigungsfall zu LANDJUT)
  -  Fernmeldebataillon 620, Flensburg
  -  Fernmeldeausbildungskompanie 601, Flensburg (im Frieden zu Fernmeldebataillon 620)
  -  Bereichsfernmeldeführer 117, Hamburg
  -  Bereichsfernmeldeführer 120, Kiel

#### Sanitätskommando 600
- Stab/Stabskompanie Sanitätskommando 600, Neumünster
  -  Sanitätsbataillon 610 (gekadert), Itzehoe
  -  Krankentransportkompanie (Schiene) 601 (GerEinh), Hohenwestedt
  -  Krankentransportkompanie (Schiene) 602 (GerEinh), Hohenwestedt
  -  Krankentransportkompanie (Schiene) 603 (GerEinh), Hohenwestedt
  -  Krankentransportkompanie (Schiene) 604 (GerEinh), Hohenwestedt
  -  Krankentransportkompanie (Schiene) 605 (GerEinh), Heide
  -  Krankentransportkompanie (Schiene) 606 (GerEinh), Heide
  -  Lazarett 6141 (GerEinh), Schleswig
  -  Lazarett 6142 (GerEinh), Itzehoe
  -  Lazarett 6143 (GerEinh), Heide
  -  Lazarett 6144 (GerEinh), Neumünster
  -  Lazarett 6146 (GerEinh), Klein Wittensee
  -  Lazarett 6147 (GerEinh), Hohenlockstedt
  -  Reservelazarettgruppe 6101 (GerEinh), Hörnum
  -  Reservelazarettgruppe 6102 (GerEinh), Seeth
  -  Reservelazarettgruppe 6103 (GerEinh), Westerland
  -  Reservelazarettgruppe 6104 (GerEinh), Heide
  -  Reservelazarettgruppe 6105 (GerEinh), Heide
  -  Reservelazarettgruppe 6106 (GerEinh), Idstedt
  -  Reservelazarettgruppe 6107 (GerEinh), Idstedt
  -  Reservelazarettgruppe 6108 (GerEinh), Hörnum
  -  Reservelazarettgruppe 6109 (GerEinh), Hörnum
  -  Reservelazarettgruppe 6110 (GerEinh), Westerland
  -  Reservelazarettgruppe 6111 (GerEinh), Albersdorf

#### Versorgungskommando 600
- Stab Versorgungskommando 600, Flensburg
  -  Transportbataillon 610 (gekadert), Heide
  -  Nachschubbataillon 610 (gekadert), Seeth
  -  Nachschubbataillon 620 (GerEinh), Süderlügum
  -  Instandsetzungsbataillon 610 (teilaktiv), Flensburg
  -  Instandsetzungsausbildungskompanie 605, Boostedt (im Frieden zu Instandsetzungsbataillon 610)
  -  Nachschubausbildungskompanie 607, Seeth (im Frieden zu Nachschubbataillon 610)

#### Verteidigungsbezirkskommando 10
- Stab / Stabskompanie Verteidigungsbezirkskommando 10 (Stab gekadert), zugleich Standortkommando Hamburg (GerEinh), Hamburg
  -  Wehrleit- und Ersatzbataillon 605 (GerEinh), Hamburg
  -  Wehrleit- und Ersatzbataillon 606 (GerEinh), Hamburg
  -  Bundeswehrfachschulkompanie Hamburg, Hamburg (nur im Frieden aufgestellt)

#### Verteidigungskreiskommando 111
Anmerkung: nicht dem Verteidigungsbezirkskommando 10 unterstellt, sondern direkt dem Territorialkommando Schleswig-Holstein
- Stab (gekadert) / Stabskompanie Verteidigungskreiskommando 111 (GerEinh), Flensburg
  -  Heimatschutzkompanie 1111 (GerEinh), Süderlügum
  -  Heimatschutzkompanie 1112 (GerEinh), Süderlügum
  -  Heimatschutzkompanie 1113 (GerEinh), Süderlügum
  -  Heimatschutzkompanie 1114 (GerEinh), Süderlügum
  -  Heimatschutzkompanie 1115 (GerEinh), Süderlügum
  -  Wehrleit- und Ersatzbataillon 601 (GerEinh), Flensburg
  -  Wehrleit- und Ersatzbataillon 602 (GerEinh), Süderlügum

#### Verteidigungskreiskommando 112
Anmerkung: nicht dem Verteidigungsbezirkskommando 10 unterstellt, sondern direkt dem Territorialkommando Schleswig-Holstein
- Stab (gekadert) / Stabskompanie Verteidigungskreiskommando 112 (GerEinh), Osterrönfeld
  -  Heimatschutzkompanie 1121 (GerEinh), Burg (um 1989 Albersdorf)
  -  Heimatschutzkompanie 1122 (GerEinh), Burg (um 1989 Albersdorf)
  -  Wehrleit- und Ersatzbataillon 604 (GerEinh), Breitenburg
  -  Fachausbildungskompanie Heide, Heide (nur im Frieden aufgestellt)

#### Verteidigungskreiskommando 113
Anmerkung: nicht dem Verteidigungsbezirkskommando 10 unterstellt, sondern direkt dem Territorialkommando Schleswig-Holstein
- Stab (gekadert) / Stabskompanie Verteidigungskreiskommando 113 (GerEinh), Bad Segeberg
  -  Heimatschutzkompanie 1131 (GerEinh), Neumünster
  -  Wehrleit- und Ersatzbataillon 603 (GerEinh), Neumünster
  -  Bundeswehrfachschulkompanie Neumünster, Neumünster (nur im Frieden aufgestellt)

#### Verteidigungskreiskommando 114
Anmerkung: nicht dem Verteidigungsbezirkskommando 10 unterstellt, sondern direkt dem Territorialkommando Schleswig-Holstein
- Stab (gekadert) / Stabskompanie Verteidigungskreiskommando 114 (GerEinh), Lübeck
  -  Heimatschutzkompanie 1141 (GerEinh), Panker
  -  Heimatschutzkompanie 1142 (GerEinh), Panker

### Territorialkommando Nord

Verbandsabzeichen (Ärmelabzeichen Dienstanzug für alle unterstellten Truppenteile außer den WBKs unterstellten)

- Stab/Stabskompanie Territorialkommando Nord, Mönchengladbach
  -  Topographiebatterie 800, Münster (im Verteidigungsfall zu NORTHAG)
  -  Heeresfliegerstaffel 800 (GerEinh), Rheine
  -  Feldersatzbataillon 801 (GerEinh), Düsseldorf
  -  Feldjägerausbildungszentrum 800, Düsseldorf
  -  Ausbildungskompanie Stabsdienst und Militärkraftfahrer 802, Celle (im Frieden zu Feldjägerbataillon 720)
  - Feldausbildungsregiment 80
    -  Feldausbildungsbataillon 801 (GerEinh)
    -  Feldausbildungsbataillon 802 (GerEinh)
    -  Feldausbildungsbataillon 803 (GerEinh)
    -  Feldausbildungsbataillon 804 (GerEinh)
    -  Feldausbildungsbataillon 805 (GerEinh)

  - Feldausbildungsregiment 81
    -  Feldausbildungsbataillon 811 (GerEinh)
    -  Feldausbildungsbataillon 812 (GerEinh)

  - Feldausbildungsregiment 82
    -  Feldausbildungsbataillon 821 (GerEinh)
    -  Feldausbildungsbataillon 822 (GerEinh)
    -  Feldausbildungsbataillon 823 (GerEinh)

  - Feldausbildungsregiment 83
    -  Feldausbildungsbataillon 831 (GerEinh)
    -  Feldausbildungsbataillon 831 (GerEinh)

  - (Hinweis: Feldausbildungsregiment 84 analog zu oben evtl. geplant, aber (noch) nicht aufgestellt, Feldausbildungsbataillone 84x unterstanden direkt dem Territorialkommando Nord)
  -  Feldausbildungsbataillon 842 (GerEinh)
  -  Feldausbildungsbataillon 843 (GerEinh)
  -  Feldausbildungsbataillon 844 (GerEinh)

#### Verfügungstruppenkommando 42
Im Verteidigungsfall führt das Verfügungstruppenkommando ad hoc zusammengestellte Kampfgruppen
- Stab/Stabskompanie Verfügungstruppenkommando 42 (GerEinh), Munster

#### Fernmeldekommando 800
- Stab/Stabskompanie Fernmeldekommando 800, Hilden
  -  Fernmeldekompanie 801 (GerEinh), Borken
  -  Frontnachrichtenkompanie 800 (GerEinh), Düsseldorf
  -  Fernmeldebataillon 810, Wuppertal
  -  Fernmeldebataillon 820 (teilaktiv), Düsseldorf
  -  Fernmeldebataillon 830 (GerEinh), Borken
  -  Fernmeldebataillon 840 NORTHAG, Essen (im Verteidigungsfall zu NORTHAG Signal Group)
  -  PSV-Bataillon 800 (teilaktiv), Clausthal-Zellerfeld (September 1989 aufgelöst)
  -  PSV Ausbildungskompanie 801, Neuwied (bis 1988 Clausthal-Zellerfeld, im Frieden zu PSV-Bataillon 800)
  -  Fernmeldeausbildungskompanie 811, Wuppertal (im Frieden zu Fernmeldebataillon 810)
  -  Fernmeldeausbildungskompanie 821, Düsseldorf (im Frieden zu Fernmeldebataillon 820)

#### Pionierkommando 800
- Stab/Stabskompanie Pionierkommando 800, Hilden
  -  Fernmeldekompanie 800 (GerEinh), Düsseldorf
  -  Schwimmbrückenpionerbataillon 810 (GerEinh), Kranenburg
  -  Schwimmbrückenpionerbataillon 811 (GerEinh), Kranenburg
  -  Pipelinepionierbataillon 800 (teilaktiv), Wuppertal (im Frieden Kader für Pipelinepionierregiment 80, nach dessen Aufstellung im Verteidigungsfall Auflösung)
  -  Feldersatzbataillon 802 (GerEinh), Wesel
  -  Pionierausbildungszentrum 800, Emmerich
  - Pipelinepionierregiment 80
    -  Stab/Stabskompanie Pipelinepionierregiment 80 (GerEinh), Wuppertal
    -  Pipelinepionierbataillon 801 (GerEinh), Wuppertal
    -  Pipelinepionierbataillon 802 (GerEinh), Uedem
    -  Pipelinepionierbataillon 803 (GerEinh), Meppen

#### Sanitätskommando 800
- Stab/Stabskompanie Sanitätskommando 800, Mönchengladbach
  -  Sanitätsbataillon 801 (GerEinh), Xanten
  -  Sanitätsbataillon 802 (GerEinh), Bückeburg
  -  Sanitätsbataillon 803 (GerEinh), Gütersloh
  -  Sanitätsbataillon 804 (GerEinh), Emden
  -  Sanitätsbataillon 805 (GerEinh), Dortmund
  -  Krankentransportkompanie (Schiene) 801 (GerEinh), Burgsteinfurt
  -  Krankentransportkompanie (Schiene) 802 (GerEinh), Burgsteinfurt
  -  Krankentransportkompanie (Schiene) 803 (GerEinh), Burgsteinfurt
  -  Krankentransportkompanie (Schiene) 804 (GerEinh), Burgsteinfurt
  -  Krankentransportkompanie (Schiene) 805(GerEinh), Sendenhorst
  -  Krankentransportkompanie (Schiene) 806 (GerEinh), Sendenhorst
  -  Krankentransportkompanie (Schiene) 807 (GerEinh), Sendenhorst
  -  Krankentransportkompanie (Schiene) 808 (GerEinh), Meppen
  -  Krankentransportkompanie (Schiene) 809 (GerEinh), Meppen
  -  Krankentransportkompanie (Schiene) 810 (GerEinh), Meppen
  -  Reservelazarettgruppe 801 (GerEinh), Budel (NL)
  -  Reservelazarettgruppe 802 (GerEinh), Ossendrecht (NL)
  -  Reservelazarettgruppe 803(GerEinh), Ossendrecht
  -  Reservelazarettgruppe 804 (GerEinh), Ossendrecht
  -  Reservelazarettgruppe 805 (GerEinh), Uedem
  -  Reservelazarettgruppe 806 (GerEinh), Ossendrecht
  -  Reservelazarettgruppe 807 (GerEinh), Bovigny (BE)
  -  Reservelazarettgruppe 808 (GerEinh), Bovigny
  -  Sanitätsausbildungszentrum 800, Bohmte

#### Versorgungskommando 800
- Stab/Stabskompanie Versorgungskommando 800, Lingen (Ems)
  -  Heeresinstandsetzungswerk 800, Jülich
  -  Instandsetzungskompanie 800 (Elektronik), Borken
  -  Transportbataillon 801 (gekadert), Köln
  -  Transportbataillon 802 (GerEinh), Dortmund
  -  2.Nachschubbataillon 804 (ta), Lingen
  - 2.Nachschubbataillon 805 (ta), Köln
  -  Nachschubausbildungszentrum 800, Lingen

#### Unterstützungskommando 7
Hinweis: Das Oktober 1988 aufgestellte Unterstützungskommando 7 wirkt im Verteidigungsfall im Wartime Host Nation Support (WHNS) eng mit der 7th Theater Army Area Command (TAACOM) der US Army in Rheinberg zusammen.
- Stab (gekadert)/ Stabskompanie Unterstützungskommando 7 (GerEinh), Mönchengladbach
  -  Versorgungskompanie 4701 (GerEinh), Borken (geplant aber nicht errichtet: Reken)
  -  Sicherungsbataillon 471 (GerEinh), Xanten
  -  Nachschubbataillon (Munition) 471 (GerEinh), Köln
  -  Nachschubbataillon (Munition) 472 (GerEinh), Kevelaer
  -  Nachschubbataillon (Betriebsstoff) 473 (GerEinh), Borken
  -  Instandsetzungsbataillon 471 (GerEinh), Köln
  -  Feldersatzbataillon 471 (GerEinh), Köln

#### Wehrbereichskommando II

Verbandsabzeichen Wehrbereichskommando II (Ärmelabzeichen Dienstanzug für alle außer Heimatschutzbrigaden)

- Stab/Stabskompanie Wehrbereichskommando II (teilaktiv), Hannover
  -  Feldjägerbataillon 720, Hannover
  -  Feldjägerbataillon 721 (GerEinh), Hasbergen
  -  Feldjägerbataillon 722 (GerEinh), Bremen
  -  Transportbataillon 720 (GerEinh), Wietmarschen
  -  Nachschubkompanie 720 (gekadert), Hannover
  -  Instandsetzungskompanie 720 (gekadert), Hannover
  -  ABC-Abwehrbataillon 720 (GerEinh), Hage
  -  ABC-Abwehrbataillon 4201 (GerEinh), Bad Rothenfelde (Für WHNS vorgesehen)
  -  Truppenübungsplatzkommandantur Bergen, Bergen-Hohne
  -  Truppenübungsplatzkommandantur Ehra-Lessien, Ehra-Lessien
  - Truppenübungsplatzkommandantur Garlstedt/Altenwald, Osterholz-Scharmbeck
  -  Truppenübungsplatzkommandantur Munster, Munster
  - Fernmeldeführer Wehrbereich II
    -  Stab Fernmeldeführer Wehrbereich II, Hannover
    -  Fernmeldekompanie 720 (gekadert), Hannover
    -  Bereichsfernmeldeführer 212, Bremen
    -  Bereichsfernmeldeführer 218, Hannover

  - Pionierregiment 72
    -  Stab / Stabskompanie Pionierregiment 72 (GerEinh), Meppen
    -  Pionierbataillon 720 (GerEinh), Meppen
    -  Pionierbataillon 721 (GerEinh), Hage
    -  Pionierbataillon 722 (GerEinh), Bremen

  - Sanitätsregiment 72
    -  Stab/Stabskompanie Sanitätsregiment 72, Hannover
    -  Krankenkraftwagenkompanie 720 (GerEinh) (KrKwKp [Großraum]), Bremen
    -  Lazarett 7240 (GerEinh), Hamburg
    -  Lazarett 7241 (GerEinh), Zeven
    -  Lazarett 7242 (GerEinh), Dörverden
    -  Lazarett 7243 (GerEinh), Munster
    -  Lazarett 7244 (GerEinh), Nienburg
    -  Lazarett 7245 (GerEinh), Leese
    -  Lazarett 7246 (GerEinh), Leese
    -  Lazarett 7247 (GerEinh), Uchte
    -  Lazarett 7248 (GerEinh), Uchte
    -  Lazarett 7249 (GerEinh), Rehburg-Loccum
    -  Lazarett 7250 (GerEinh), Hannover
    -  Reservelazarettgruppe 7208 (GerEinh), Schwanewede
    -  Reservelazarettgruppe 7211 (GerEinh), Oldenburg
    -  Reservelazarettgruppe 7212 (GerEinh), Delmenhorst
    -  Reservelazarettgruppe 7213 (GerEinh), Bremen
    -  Reservelazarettgruppe 7214 (GerEinh), Achim
    -  Reservelazarettgruppe 7215 (GerEinh), Wildeshausen
    -  Reservelazarettgruppe 7216 (GerEinh), Sögel
    -  Reservelazarettgruppe 7217 (GerEinh), Quakenbrück
    -  Reservelazarettgruppe 7218 (GerEinh), Gersten
    -  Reservelazarettgruppe 7219 (GerEinh), Esterwegen
    -  Reservelazarettgruppe 7220 (GerEinh), Bad Rothenfelde
    -  Reservelazarettgruppe 7221 (GerEinh), Bad Rothenfelde

  - Sanitätsregiment 720
    -  Stab/Stabskompanie SanRgt 720 (GerEinh), Hage
    -  Krankenkraftwagenkompanie 721 (GerEinh) (KrKwKp [Großraum]), Hage
    -  Reservelazarettgruppe 7201 (GerEinh), Esterwegen
    -  Reservelazarettgruppe 7202 (GerEinh), Norderney
    -  Reservelazarettgruppe 7203 (GerEinh), Norderney
    -  Reservelazarettgruppe 7204 (GerEinh), Hage
    -  Reservelazarettgruppe 7205 (GerEinh), Schwanewede
    -  Reservelazarettgruppe 7206 (GerEinh), Varel
    -  Reservelazarettgruppe 7207 (GerEinh), Leer
    -  Reservelazarettgruppe 7209 (GerEinh), Bad Zwischenahn
    -  Reservelazarettgruppe 7210 (GerEinh), Bad Zwischenahn

##### Heimatschutzbrigade 52

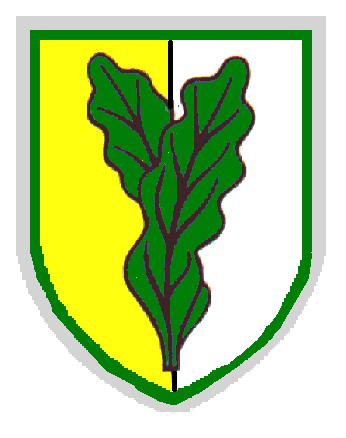
Verbandsabzeichen Heimatschutzbrigade 52 (Ärmelabzeichen Dienstanzug)

- Stab/Stabskompanie Heimatschutzbrigade 52 (teilaktiv), Lingen (Ems)
  -  Pionierkompanie 520 (GerEinh), Wietmarschen
  -  ABC-Abwehrkompanie 520 (GerEinh), Nordhorn
  -  Sanitätskompanie 520 (GerEinh), Nordhorn
  -  Nachschubkompanie 520 (teilaktiv), Lingen
  -  Instandsetzungskompanie 520 (teilaktiv), Lingen
  -  Jägerbataillon 521, Northeim
  -  Jägerbataillon 522, Fürstenau
  -  Panzerbataillon 523, Lingen
  -  Panzerbataillon 524 (gekadert), Lingen
  -  Feldartilleriebataillon 525 (teilaktiv), Fürstenau
  -  Feldersatzbataillon 527 (GerEinh), Nordhorn

##### Heimatschutzbrigade 62

Verbandsabzeichen Heimatschutzbrigade 62 (Ärmelabzeichen Dienstanzug)

- Stab/Stabskompanie Heimatschutzbrigade 62 (GerEinh), Damme
  -  Pionierkompanie 620 (GerEinh), Damme
  -  Versorgungskompanie 620 (GerEinh), Damme
  -  Jägerbataillon 621 (GerEinh), Damme
  -  Jägerbataillon 622 (GerEinh), Meppen
  -  Panzerbataillon 623 (GerEinh), Wietmarschen
  -  Feldartilleriebataillon 625 (GerEinh), Fürstenau

##### Verteidigungsbezirkskommando 20
- Stab (gekadert) / Stabskompanie Verteidigungsbezirkskommando 20 (GerEinh), Bremen
  -  Heimatschutzkompanie 2001 (GerEinh), Bremen
  -  Heimatschutzkompanie 2002 (GerEinh), Bremen
  -  Heimatschutzkompanie 2003 (GerEinh), Bremen
  -  Wehrleit- und Ersatzbataillon 801 (GerEinh), Bremen
  -  Bundeswehrfachschulkompanie Bremen, Bremen
  - Heimatschutzregiment 72
    -  Stab/Stabskompanie Heimatschutzregiment 72 (GerEinh), Bremen
    -  Mörserkompanie 720 (GerEinh), Bremen
    -  Versorgungskompanie 720 (GerEinh), Bremen
    -  Jägerbataillon 721 (GerEinh), Emden
    -  Jägerbataillon 722 (GerEinh), Bremen
    -  Jägerbataillon 723 (GerEinh), Varel

##### Verteidigungsbezirkskommando 22
- Stab (gekadert) / Stabskompanie Verteidigungsbezirkskommando 22 (GerEinh), Hannover
  -  Fernmeldekompanie 722 (GerEinh), Hannover
  -  Wehrleit- und Ersatzbataillon 803 (GerEinh), Hannover
  - Verteidigungskreiskommando 221
    -  Stab (gekadert) / Stabskompanie Verteidigungskreiskommando 221 (GerEinh), Bückeburg
    -  Heimatschutzkompanie 2211 (GerEinh), Bückeburg
    -  Heimatschutzkompanie 2212 (GerEinh), Bückeburg
    -  Heimatschutzkompanie 2213 (GerEinh), Bückeburg
    -  Heimatschutzkompanie 2214 (GerEinh), Bückeburg
    -  Wehrleit- und Ersatzbataillon 804 (GerEinh), Neustadt am Rübenberge
    -  Bundeswehrfachschulkompanie Hannover, Hannover
    -  Fachausbildungskompanie Hannover, Hannover

  - Verteidigungskreiskommando 222
    -  Stab (gekadert) / Stabskompanie Verteidigungskreiskommando 222 (GerEinh), Nienburg/Weser
    -  Heimatschutzkompanie 2221 (GerEinh), Achim
    -  Heimatschutzkompanie 2222 (GerEinh), Achim
    -  Heimatschutzkompanie 2223 (GerEinh), Leese
    -  Heimatschutzkompanie 2224 (GerEinh), Leese
    -  Bundeswehrfachschulkompanie Nienburg, Nienburg

  - Verteidigungskreiskommando 223
    -  Stab (gekadert) / Stabskompanie Verteidigungskreiskommando 223 (GerEinh), Hildesheim

##### Verteidigungsbezirkskommando 23
- Stab (gekadert) / Stabskompanie Verteidigungsbezirkskommando 23 (GerEinh), Braunschweig
  - Verteidigungskreiskommando 231
    -  Stab (gekadert) / Stabskompanie Verteidigungskreiskommando 231 (GerEinh), Braunschweig
    -  Bundeswehrfachschulkompanie Braunschweig, Braunschweig

  - Verteidigungskreiskommando 232
    -  Stab (gekadert) / Stabskompanie Verteidigungskreiskommando 232 (GerEinh), Göttingen

##### Verteidigungsbezirkskommando 24
- Stab (gekadert) / Stabskompanie Verteidigungsbezirkskommando 24 (GerEinh), Oldenburg
  -  Fernmeldekompanie 724 (GerEinh), Oldenburg
  -  Nachschubkompanie 721 (GerEinh), Varel
  -  Nachschubkompanie 722 (GerEinh), Gersten
  -  Instandsetzungskompanie 721 (GerEinh), Varel
  -  Instandsetzungskompanie 722 (GerEinh), Gersten
  - Heimatschutzregiment 82
    -  Stab/Stabskompanie Heimatschutzregiment 82 (GerEinh), Hasbergen
    -  Mörserkompanie 820 (GerEinh), Hasbergen
    -  Versorgungskompanie 820 (GerEinh), Hasbergen
    -  Jägerbataillon 821 (GerEinh), Hasbergen
    -  Jägerbataillon 822 (GerEinh), Fürstenau
    -  Jägerbataillon 823 (GerEinh), Hasbergen

  - Verteidigungskreiskommando 241
    -  Stab (gekadert) / Stabskompanie Verteidigungskreiskommando 241 (GerEinh), Großenkneten
    -  Heimatschutzkompanie 2411 (GerEinh), Bremen
    -  Heimatschutzkompanie 2412 (GerEinh), Bremen
    -  Heimatschutzkompanie 2413 (GerEinh), Delmenhorst
    -  Heimatschutzkompanie 2414 (GerEinh), Delmenhorst
    -  Wehrleit- und Ersatzbataillon 807 (GerEinh), Oldenburg
    -  Bundeswehrfachschulkompanie Oldenburg, Oldenburg

  - Verteidigungskreiskommando 242
    -  Stab (gekadert) / Stabskompanie Verteidigungskreiskommando 242 (GerEinh), Wilhelmshaven
    -  Heimatschutzkompanie 2421 (GerEinh), Varel
    -  Heimatschutzkompanie 2422 (GerEinh), Varel
    -  Wehrleit- und Ersatzbataillon 807 (GerEinh), Varel

  - Verteidigungskreiskommando 243
    -  Stab (gekadert) / Stabskompanie Verteidigungskreiskommando 243 (GerEinh), Aurich
    -  Heimatschutzkompanie 2431 (GerEinh), Hage
    -  Heimatschutzkompanie 2432 (GerEinh), Hage
    -  Wehrleit- und Ersatzbataillon 809 (GerEinh), Aurich

  - Verteidigungskreiskommando 244
    -  Stab (gekadert) / Stabskompanie Verteidigungskreiskommando 244 (GerEinh), Lingen (Ems)
    -  Heimatschutzkompanie 2441 (GerEinh), Wietmarschen
    -  Heimatschutzkompanie 2442 (GerEinh), Wietmarschen
    -  Heimatschutzkompanie 2443 (GerEinh), Wietmarschen
    -  Heimatschutzkompanie 2444 (GerEinh), Wietmarschen
    -  Wehrleit- und Ersatzbataillon 802 (GerEinh), Wietmarschen
    -  Wehrleit- und Ersatzbataillon 806 (GerEinh), Wietmarschen

  - Verteidigungskreiskommando 245
    -  Stab (gekadert) / Stabskompanie Verteidigungskreiskommando 245 (GerEinh), Osnabrück
    -  Heimatschutzkompanie 2451 (GerEinh), Hasbergen
    -  Heimatschutzkompanie 2452 (GerEinh), Hasbergen
    -  Wehrleit- und Ersatzbataillon 805 (GerEinh), Osnabrück

##### Verteidigungsbezirkskommando 25
- Stab (gekadert) / Stabskompanie Verteidigungsbezirkskommando 25, Lüneburg
  -  Fernmeldekompanie 725 (GerEinh), Rotenburg (Wümme)
  - Verteidigungskreiskommando 251
    -  Stab (gekadert) / Stabskompanie Verteidigungskreiskommando 251 (GerEinh), Celle
    -  Wehrleit- und Ersatzbataillon 810 (GerEinh), Celle
    -  Bundeswehrfachschulkompanie Munster, Munster

  - Verteidigungskreiskommando 252
    -  Stab (gekadert) / Stabskompanie Verteidigungskreiskommando 252 (GerEinh), Lüneburg

  - Verteidigungskreiskommando 253
    -  Stab (gekadert) / Stabskompanie Verteidigungskreiskommando 253 (GerEinh), Stade
    -  Wehrleit- und Ersatzbataillon 812 (GerEinh), Stade
    -  Fachausbildungskompanie Cuxhaven, Cuxhaven

  - Verteidigungskreiskommando 254
    -  Stab (gekadert) / Stabskompanie Verteidigungskreiskommando 254 (GerEinh), Verden
    -  Heimatschutzkompanie 2541 (GerEinh), Verden
    -  Heimatschutzkompanie 2542 (GerEinh), Verden
    -  Heimatschutzkompanie 2543 (GerEinh), Verden
    -  Heimatschutzkompanie 2544 (GerEinh), Verden
    -  Wehrleit- und Ersatzbataillon 811 (GerEinh), Verden

#### WehrbereichskommandoIII

Verbandsabzeichen Wehrbereichskommando II (Ärmelabzeichen Dienstanzug für alle außer Heimatschutzbrigaden)

- Stab/Stabskompanie Wehrbereichskommando III (teilaktiv), Düsseldorf
  - Feldjägerbataillon 730, Düsseldorf
  -  Feldjägerbataillon 731 (GerEinh), Düsseldorf
  -  Feldjägerbataillon 732 (GerEinh), Issum
  -  Feldjägerbataillon 733 (GerEinh), Münster (im Verteidigungsfall zu I. Korps)
  -  ABC-Abwehrbataillon 730 (GerEinh), Düsseldorf
  -  ABC-Abwehrbataillon 4301 (GerEinh), Düsseldorf (Für WHNS vorgesehen)
  -  Transportbataillon 730 (GerEinh), Düsseldorf
  -  Nachschubkompanie 730 (gekadert), Hilden
  -  Instandsetzungskompanie 730 (gekadert), Hilden
  -  Ausbildungsmusikkorps der Bundeswehr, Hilden
  - Fernmeldeführer Wehrbereich III
    -  Stab Fernmeldeführer Wehrbereich III, Düsseldorf
    -  Fernmeldekompanie 730 (gekadert), Hilden
    -  Bereichsfernmeldeführer 313, Dortmund
    -  Bereichsfernmeldeführer 314, Düsseldorf
    -  Bereichsfernmeldeführer 322, Köln
    -  Bereichsfernmeldeführer 324, Münster

  - Pionierregiment 73
    -  Stab/Stabskompanie Pionierregiment 73 (GerEinh), Hilden
    -  Pionierbataillon 730 (GerEinh), Issum
    -  Pionierbataillon 731 (GerEinh), Kranenburg
    -  Pionierbataillon 732 (GerEinh), Grefrath
    -  Pionierbataillon 733 (GerEinh), Köln

  - Sanitätsregiment 73
    -  Stab/Stabskompanie Sanitätsregiment 73, Düsseldorf
    -  Krankenkraftwagenkompanie 730 (GerEinh) (KrKwKp [Großraum]), Düsseldorf
    -  Lazarett 7340 (GerEinh), Gütersloh
    -  Lazarett 7341 (GerEinh), Paderborn
    -  Lazarett 7342 (GerEinh), Paderborn
    -  Reservelazarettgruppe 7301 (GerEinh), Dortmund
    -  Reservelazarettgruppe 7302 (GerEinh), Borken
    -  Reservelazarettgruppe 7303 (GerEinh), Uedem
    -  Reservelazarettgruppe 7304 (GerEinh), Emmerich am Rhein
    -  Reservelazarettgruppe 7305 (GerEinh), Aachen
    -  Reservelazarettgruppe 7306 (GerEinh), Heinsberg
    -  Reservelazarettgruppe 7307 (GerEinh), Waldbröl
    -  Reservelazarettgruppe 7308 (GerEinh), Waldbröl
    -  Reservelazarettgruppe 7309 (GerEinh), Waldbröl
    -  Reservelazarettgruppe 7310 (GerEinh), Düsseldorf
    -  Reservelazarettgruppe 7311 (GerEinh), Köln
    -  Reservelazarettgruppe 7312 (GerEinh), Köln
    -  Reservelazarettgruppe 7313 (GerEinh), Iserlohn
    -  Reservelazarettgruppe 7325 (GerEinh), Adenau

  - Sanitätsregiment 730 (GerEinh)
    -  Stab/Stabskompanie Sanitätsregiment 730 (GerEinh), Dortmund
    -  Krankenkraftwagenkompanie 731 (GerEinh) (KrKwKp [Großraum]), Dortmund
    -  Reservelazarettgruppe 7314 (GerEinh), Iserlohn
    -  Reservelazarettgruppe 7315 (GerEinh), Menden
    -  Reservelazarettgruppe 7316 (GerEinh), Menden
    -  Reservelazarettgruppe 7317 (GerEinh), Gütersloh
    -  Reservelazarettgruppe 7318 (GerEinh), Lippstadt
    -  Reservelazarettgruppe 7319 (GerEinh), Ahlen
    -  Reservelazarettgruppe 7320 (GerEinh), Ahlen
    -  Reservelazarettgruppe 7321 (GerEinh), Burgsteinfurt
    -  Reservelazarettgruppe 7322 (GerEinh), Greven
    -  Reservelazarettgruppe 7323 (GerEinh), Greven
    -  Reservelazarettgruppe 7324 (GerEinh), Gütersloh

##### Unterstützungskommando 3
Hinweis: Das sich um 1989 in Aufstellung begriffene Unterstützungskommando 3 wirkt im Wartime Host Nation Support (WHNS) eng mit Corps Support Command (COSCOM) der US Army in Fort Hood zur Unterstützung des III. US-Korps zusammen, dass wie bei REFORGER regelmäßig geübt im Verteidigungsfall nach Deutschland verlegt. Dazu unterhält das US-Korps in Maastricht (NL) ein vorgeschobenes Hauptquartier in Europa.
- Stab/Stabskompanie Unterstützungskommando 3 (teilaktiv), Köln
  -  Versorgungskompanie 4301 (GerEinh), Menden (1989 teilaufgestellt)
  -  Sicherungskompanie 4301 (GerEinh), Selm (geplant aber nicht errichtet: Reken, 1989 teilaufgestellt)
  -  Begleitbatterie 4301 (GerEinh), Hasbergen
  -  Begleitbatterie 4302 (GerEinh), Münster (1989 teilaufgestellt)
  -  Krankentransportbataillon 431 (GerEinh), Dülmen
  -  Nachschubbataillon (Munition) 431 (GerEinh), Ochtrup (1989 teilaufgestellt)
  -  Nachschubbataillon (Munition) 432 (GerEinh), Münster (1989 teilaufgestellt)
  -  Nachschubbataillon (Betriebsstoff) 433 (GerEinh), Selm (geplant aber nicht errichtet: Reken, 1989 teilaufgestellt)
  -  Transportbataillon 431 (GerEinh), Münster (1989 teilaufgestellt)
  -  Transportbataillon 432 (GerEinh), Münster
  -  Transportbataillon 433 (GerEinh), Ochtrup
  -  Transportbataillon 434 (GerEinh) Selm (geplant aber nicht errichtet: Reken, 1989 teilaufgestellt)
  -  Feldersatzbataillon 431 (GerEinh), Menden (1988 teilaufgestellt)
  -  Nachschubausbildungszentrum 3/1, Borken
  -  ABC-Abwehrausbildungszentrum 3/2, Euskirchen
  -  Sanitätsausbildungszentrum 3/3, Osnabrück (1988 aufgestellt)

##### Heimatschutzbrigade 53

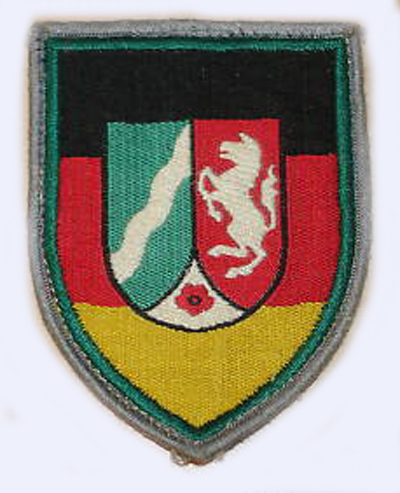
Verbandsabzeichen Heimatschutzbrigade 53 (Ärmelabzeichen Dienstanzug)

- Stab/Stabskompanie Heimatschutzbrigade 53 (teilaktiv), Düren
  -  Pionierkompanie 530 (GerEinh), Greven
  -  Nachschubkompanie 530 (teilaktiv), Düren
  -  Instandsetzungskompanie 530 (teilaktiv), Düren
  -  ABC-Abwehrkompanie 530 (GerEinh), Greven
  -  Sanitätskompanie 530 (GerEinh), Menden
  -  Jägerbataillon 531, Ahlen
    -  Jägerausbildungszentrum (GerEinh) 53/1, Borken

  -  Jägerbataillon 532 (teilaktiv), Euskirchen
  -  Panzerbataillon 533, Düren
  -  Panzerbataillon 534 (gekadert), Köln
    -  Jägerausbildungszentrum 53/4, Emmerich am Rhein

  -  Feldartilleriebataillon 535 (teilaktiv), Euskirchen
  -  Feldersatzbataillon 537 (GerEinh), Menden
  -  Ausbildungszentrum Stabs- und Versorgungsdienst 53/2, Wuppertal

##### Heimatschutzbrigade 63

Verbandsabzeichen Heimatschutzbrigade 63 (Ärmelabzeichen Dienstanzug)

- Stab/Stabskompanie Heimatschutzbrigade 63 (GerEinh), Menden
  -  Pionierkompanie 630 (GerEinh), Ahlen
  -  Versorgungskompanie 630 (GerEinh), Menden 
  -  Jägerbataillon 631 (GerEinh), Menden
  -  Jägerbataillon 632 (GerEinh), Erwitte
  -  Panzerbataillon 633 (GerEinh), Ahlen
  -  Feldartilleriebataillon 635 (GerEinh), Unna

##### Verteidigungsbezirkskommando 31
- Stab (gekadert) / Stabskompanie Verteidigungsbezirkskommando 31 (GerEinh), Köln
  -  Fernmeldekompanie 731 (GerEinh), Köln
  -  Nachschubkompanie 731 (GerEinh), Köln
  -  Instandsetzungskompanie 731 (GerEinh), Köln
  -  Sicherungsbataillon 4311 (GerEinh), Köln (Für WHNS vorgesehen)
  - Heimatschutzregiment 93
    -  Stab/Stabskompanie Heimatschutzregiment 93 (GerEinh), Aachen
    -  Mörserkompanie 930 (GerEinh), Nettersheim
    -  Versorgungskompanie 930 (GerEinh), Nettersheim
    -  Jägerbataillon 931 (GerEinh), Aachen
    -  Jägerbataillon 932 (GerEinh), Grefrath
    -  Jägerbataillon 933 (GerEinh), Hennef

  - Verteidigungskreiskommando 311
    -  Stab (gekadert) / Stabskompanie Verteidigungskreiskommando 311 (GerEinh), Köln
    -  Heimatschutzkompanie 3111 (GerEinh), Köln
    -  Heimatschutzkompanie 3112 (GerEinh), Köln
    -  Heimatschutzkompanie 3113 (GerEinh), Köln
    -  Heimatschutzkompanie 3114 (GerEinh), Köln
    -  Heimatschutzkompanie 3115 (GerEinh), Köln
    -  Bundeswehrfachschulkompanie Köln, Köln

  - Verteidigungskreiskommando 312
    -  Stab (gekadert) / Stabskompanie Verteidigungskreiskommando 312 (GerEinh), Bonn
    -  Heimatschutzkompanie 3121 (GerEinh), Bergisch Gladbach
    -  Heimatschutzkompanie 3122 (GerEinh), Bergisch Gladbach
    -  Wehrleit- und Ersatzbataillon 816 (GerEinh), Hennef

  - Verteidigungskreiskommando 313
    -  Stab (gekadert) / Stabskompanie Verteidigungskreiskommando 313 (GerEinh), Düren
    -  Heimatschutzkompanie 3131 (GerEinh), Düren
    -  Wehrleit- und Ersatzbataillon 823 (GerEinh), Düren

  - Verteidigungskreiskommando 314
    -  Stab (gekadert) / Stabskompanie Verteidigungskreiskommando 314 (GerEinh), Aachen
    -  Heimatschutzkompanie 3141 (GerEinh), Aachen
    -  Heimatschutzkompanie 3142 (GerEinh), Aachen
    -  Wehrleit- und Ersatzbataillon 817 (GerEinh), Rath
    -  Wehrleit- und Ersatzbataillon 820 (GerEinh), Rath

##### Verteidigungsbezirkskommando 32
- Stab (gekadert) / Stabskompanie Verteidigungsbezirkskommando 32 (GerEinh), Düsseldorf
  -  Fernmeldekompanie 732 (GerEinh), Düsseldorf
  -  Nachschubkompanie 732 (GerEinh), Issum
  -  Instandsetzungskompanie 732 (GerEinh), Issum
  -  Sicherungsbataillon 4321 (GerEinh), Düsseldorf (für WHNS vorgesehen)
  - Heimatschutzregiment 83
    -  Stab/Stabskompanie Heimatschutzregiment 83 (GerEinh), Xanten
    -  Mörserkompanie 830 (GerEinh), Xanten
    -  Versorgungskompanie 830 (GerEinh), Xanten
    -  Jägerbataillon 831 (GerEinh), Xanten
    -  Jägerbataillon 832 (GerEinh), Issum
    -  Jägerbataillon 833 (GerEinh), Issum

  - Verteidigungskreiskommando 321
    -  Stab (gekadert) / Stabskompanie Verteidigungskreiskommando 321 (GerEinh), Düsseldorf
    -  Heimatschutzkompanie 3211 (GerEinh), Grefrath
    -  Heimatschutzkompanie 3212 (GerEinh), Grefrath
    -  Heimatschutzkompanie 3213 (GerEinh), Grefrath
    -  Heimatschutzkompanie 3214 (GerEinh), Grefrath
    -  Wehrleit- und Ersatzbataillon 824 (GerEinh), Grefrath
    -  Wehrleit- und Ersatzbataillon 825 (GerEinh), Grefrath

  - Verteidigungskreiskommando 322
    -  Stab (gekadert) / Stabskompanie Verteidigungskreiskommando 322 (GerEinh), Wesel
    -  Heimatschutzkompanie 3221 (GerEinh), Issum 
    -  Heimatschutzkompanie 3222 (GerEinh), Issum
    -  Wehrleit- und Ersatzbataillon 826 (GerEinh), Wesel

  - Verteidigungskreiskommando 323
    -  Stab (gekadert) / Stabskompanie Verteidigungskreiskommando 323 (GerEinh), Essen
    -  Heimatschutzkompanie 3231 (GerEinh), Heiligenhaus
    -  Heimatschutzkompanie 3232 (GerEinh), Heiligenhaus 
    -  Heimatschutzkompanie 3233 (GerEinh), Heiligenhaus
    -  Wehrleit- und Ersatzbataillon 829 (GerEinh), Essen
    -  Bundeswehrfachschulkompanie Essen, Essen
    -  Fachausbildungskompanie Essen, Essen

  - Verteidigungskreiskommando 324
    -  Stab (gekadert) / Stabskompanie Verteidigungskreiskommando 324 (GerEinh), Wuppertal
    -  Heimatschutzkompanie 3241 (GerEinh), Wuppertal
    -  Wehrleit- und Ersatzbataillon 830 (GerEinh), Heiligenhaus
    -  Fachausbildungskompanie Hilden, Hilden

##### Verteidigungsbezirkskommando 33
- Stab (gekadert) / Stabskompanie Verteidigungsbezirkskommando 33 (GerEinh), Münster
  -  Fernmeldekompanie 733 (GerEinh), Münster
  -  Nachschubkompanie 733 (GerEinh), Greven
  -  Instandsetzungskompanie 733 (GerEinh), Greven
  - Heimatschutzregiment 73 (GerEinh)
    -  Stab/Stabskompanie Heimatschutzregiment 73 (GerEinh), Greven
    -  Mörserkompanie 730 (GerEinh), Greven
    -  Versorgungskompanie 730 (GerEinh), Greven
    -  Jägerbataillon 731 (GerEinh), Greven
    -  Jägerbataillon 732 (GerEinh), Greven 
    -  Jägerbataillon 733 (GerEinh), Münster

  - Verteidigungskreiskommando 331
    -  Stab (gekadert) / Stabskompanie Verteidigungskreiskommando 331 (GerEinh), Münster
    -  Heimatschutzkompanie 3311 (GerEinh), Münster
    -  Heimatschutzkompanie 3312 (GerEinh), Münster
    -  Wehrleit- und Ersatzbataillon 832 (GerEinh), Ahlen
    -  Bundeswehrfachschulkompanie Münster, Münster

  - Verteidigungskreiskommando 333
    -  Stab (gekadert) / Stabskompanie Verteidigungskreiskommando 333 (GerEinh), Rheine
    -  Heimatschutzkompanie 3331 (GerEinh), Rheine
    -  Heimatschutzkompanie 3332 (GerEinh), Rheine
    -  Wehrleit- und Ersatzbataillon 827 (GerEinh), Rheine

  - Verteidigungskreiskommando 334
    -  Stab (gekadert) / Stabskompanie Verteidigungskreiskommando 334 (GerEinh), Borken
    -  Heimatschutzkompanie 3341 (GerEinh), Borken
    -  Wehrleit- und Ersatzbataillon 828 (GerEinh), Borken

  - Verteidigungskreiskommando 335
    -  Stab (gekadert) / Stabskompanie Verteidigungskreiskommando 335 (GerEinh), Recklinghausen
    -  Heimatschutzkompanie 3351 (GerEinh), Borken

##### Verteidigungsbezirkskommando 34
- Stab (gekadert) / Stabskompanie Verteidigungsbezirkskommando 34 (GerEinh), Arnsberg
  -  Fernmeldekompanie 734 (GerEinh), Menden
  -  Nachschubkompanie 734 (GerEinh), Menden
  -  Instandsetzungskompanie 734 (GerEinh), Menden
  - Verteidigungskreiskommando 342
    -  Stab (gekadert) / Stabskompanie Verteidigungskreiskommando 342 (GerEinh), Lippstadt
    -  Wehrleit- und Ersatzbataillon 818 (GerEinh), Erwitte

  - Verteidigungskreiskommando 343
    -  Stab (gekadert) / Stabskompanie Verteidigungskreiskommando 343 (GerEinh), Dortmund
    -  Heimatschutzkompanie 3431 (GerEinh), Dortmund
    -  Heimatschutzkompanie 3432 (GerEinh), Dortmund
    -  Wehrleit- und Ersatzbataillon 819 (GerEinh), Dortmund
    -  Wehrleit- und Ersatzbataillon 831 (GerEinh), Hamm
    -  Bundeswehrfachschulkompanie Hamm, Hamm
    -  Fachausbildungskompanie Unna, Unna

  - Verteidigungskreiskommando 344
    -  Stab (gekadert) / Stabskompanie Verteidigungskreiskommando 344 (GerEinh), Hemer
    -  Heimatschutzkompanie 3441 (GerEinh), Menden
    -  Heimatschutzkompanie 3442 (GerEinh), Menden
    -  Wehrleit- und Ersatzbataillon 815 (GerEinh), Menden
    -  Wehrleit- und Ersatzbataillon 821 (GerEinh), Erwitte

  - Verteidigungskreiskommando 345
    -  Stab (gekadert) / Stabskompanie Verteidigungskreiskommando 345 (GerEinh), Siegen
    -  Wehrleit- und Ersatzbataillon 822 (GerEinh), Siegen

##### Verteidigungsbezirkskommando 35
- Stab (gekadert) / Stabskompanie Verteidigungsbezirkskommando 35 (GerEinh), Detmold
  -  Instandsetzungskompanie 735 (GerEinh), Paderborn
  - Verteidigungskreiskommando 352
    -  Stab (gekadert) / Stabskompanie Verteidigungskreiskommando 352 (GerEinh), Minden
    -  Heimatschutzkompanie 3521 (GerEinh), Minden
    -  Heimatschutzkompanie 3522 (GerEinh), Minden
    -  Wehrleit- und Ersatzbataillon 813 (GerEinh), Minden

  - Verteidigungskreiskommando 353
    -  Stab (gekadert) / Stabskompanie Verteidigungskreiskommando 353 (GerEinh), Höxter
    -  Heimatschutzkompanie 3531 (GerEinh), Paderborn
    -  Heimatschutzkompanie 3532 (GerEinh), Paderborn
    -  Wehrleit- und Ersatzbataillon 814 (GerEinh), Paderborn

  - Verteidigungskreiskommando 354
    -  Stab (gekadert) / Stabskompanie Verteidigungskreiskommando 354 (GerEinh), Bielefeld
    -  Heimatschutzkompanie 3541 (GerEinh), Gütersloh
    -  Heimatschutzkompanie 3542 (GerEinh), Gütersloh

### Territorialkommando Süd

Verbandsabzeichen (Ärmelabzeichen Dienstanzug für alle unterstellten Truppenteile außer den WBKs unterstellten)

- Stab/Stabskompanie Territorialkommando Süd, Mannheim
  - Topographiebatterie 850, Ulm (Topographiezug A (GerEinh) im Verteidigungsfall zu CENTAG)
  - Heeresfliegerstaffel 850 (GerEinh), Rohrbach (Pfalz)
  - Feldersatzbataillon 851 (GerEinh), Urbach
  - Feldersatzbataillon 852 (GerEinh), Kraichtal
  - Ausbildungskompanie Stabsdienst und Militärkraftfahrer 852, München (im Frieden zu Feldjägerbataillon 760)
  - Feldausbildungsregiment 85 (im Frieden außer Feldausbildungsbataillon 857 zu Artillerieschule)
    -  Stab/Stabskompanie Feldausbildungsregiment 85 (GerEinh), Idar-Oberstein
    - Feldausbildungsbataillon 851 (GerEinh), Idar-Oberstein
    - Feldausbildungsbataillon 852 (GerEinh), Idar-Oberstein
    - Feldausbildungsbataillon 853 (GerEinh), Idar-Oberstein 
    - Feldausbildungsbataillon 854 (GerEinh), Idar-Oberstein
    - Feldausbildungsbataillon 855 (GerEinh), Idar-Oberstein
    - Feldausbildungsbataillon 857 (GerEinh), Pfungstadt (im Frieden zu Fachschule des Heeres für Erziehung und Wirtschaft)

  - Feldausbildungsregiment 86 (im Frieden außer Feldausbildungsbataillon 871 zu Pionierschule)
    -  Stab/Stabskompanie Feldausbildungsregiment 86 (GerEinh), München
    - Feldausbildungsbataillon 861 (GerEinh), München
    - Feldausbildungsbataillon 862 (GerEinh), München
    - Feldausbildungsbataillon 863 (GerEinh), München
    - Feldausbildungsbataillon 871 (GerEinh), Altenstadt (Oberbayern) (im Frieden zu Luftlande- und Lufttransportschule)

  - Feldausbildungsregiment 88 (im Frieden zu ABC- und Selbstschutzschule)
    -  Stab/Stabskompanie Feldausbildungsregiment 88 (GerEinh), Sonthofen
    - Feldausbildungsbataillon 881 (GerEinh), Sonthofen
    - Feldausbildungsbataillon 882 (GerEinh), Sonthofen

  - Feldausbildungsregiment 89 (im Frieden zu Fernmeldeschule)
    -  Stab/Stabskompanie Feldausbildungsregiment 89 (GerEinh), Feldafing
    - Feldausbildungsbataillon 891 (GerEinh), Feldafing
    - Feldausbildungsbataillon 892 (GerEinh), Feldafing
    - Feldausbildungsbataillon 893 (GerEinh), Feldafing

#### Verfügungstruppenkommando 45
Im Verteidigungsfall führt das Verfügungstruppenkommando ad hoc zusammengestellte Kampfgruppen
- Stab/Stabskompanie Verfügungstruppenkommando 45 (GerEinh), Hammelburg

#### Fernmeldekommando 850
- Stab/Stabskompanie Fernmeldekommando 850, Mannheim
  - Fernmeldekompanie 851 (GerEinh), Bad Dürkheim
  - Fernmeldebataillon 860, Bad Bergzabern
  - Fernmeldebataillon 870 (teilaktiv), Weingarten (Württemberg)
  - Fernmeldebataillon 880 (GerEinh), Kaiserslautern
  - Fernmeldebataillon 890 CENTAG, Philippsburg (im Verteidigungsfall direkt zu CENTAG)
  - Fernmeldekompanie 880, Bad Bergzabern (im Verteidigungsfall als 2./FmBtl 880 zu Fernmeldebataillon 880)
  - Frontnachrichtenkompanie 850 (GerEinh), Oftersheim
  - PSV-Bataillon 850 (teilaktiv), Andernach (ab Januar 1989 direkt zu Fernmeldekommando 900 zur Neuaufstellung als Fernmeldebataillon 950 ab Oktober 1990)
  - Fernmeldeausbildungskompanie 861, Bad Bergzabern (im Frieden zu Fernmeldebataillon 860)
  - Fernmeldeausbildungskompanie 871, Weingarten (Württemberg) (im Frieden zu Fernmeldebataillon 870)

#### Pionierkommando 850
- Stab/Stabskompanie Pionierkommando 850, Mainz
  -  Schwimmbrückenbataillon 850, Speyer
  -  Schwimmbrückenbataillon 860
  -  Schwimmbrückenbataillon 861
  -  Schwimmbrückenbataillon 862
  -  Pionierbataillon 863
  -  Flußpionierkompanie 850, Neuwied (September 1989 aufgelöst)**Liegenschaft:50° 24′ 57″ N, 7° 28′ 57″ O
  -  Flußpionierkompanie 800, Neuwied (September 1989 aufgelöst)**Liegenschaft:50° 24′ 57″ N, 7° 28′ 57″ O
  -  Flußpionierkompanie 851 (GerEinh seit 1986), Wiesbaden (September 1989 aufgelöst)**Liegenschaft:50° 2′ 33″ N, 8° 12′ 9″ O
  -  Flußpionierkompanie 801 (GerEinh), Wiesbaden (September 1989 aufgelöst) **Liegenschaft:50° 2′ 33″ N, 8° 12′ 9″ O
  - Pipelinepionierregiment 85
    -  Pipeline-Pionierbataillon 850

#### Sanitätskommando 850
- Stab/Stabskompanie Sanitätskommando 850, Mannheim
  -  Sanitätslehrbataillon 851 (gekadert), München (im Frieden als Lehrtruppenteil zu Akademie des Sanitäts- und Gesundheitswesens der Bundeswehr, 1 Kompanie für AMF-L vorgesehen)
  -  Sanitätsbataillon 852 (GerEinh), Schorndorf
  -  Sanitätsbataillon 853 (GerEinh), Friedrichshafen
  -  Sanitätsbataillon 854 (GerEinh), Bengel
  -  Sanitätsbataillon 855 (GerEinh), Külsheim
  -  Sanitätsbataillon 856 (GerEinh), Bensheim
  -  Sanitätsbataillon 857 (GerEinh), Muggensturm
  -  Sanitätsbataillon 858 (GerEinh), Weißenhorn
  - Krankentransportkompanie (Schiene) 851 (GerEinh), Sankt Ingbert
  - Krankentransportkompanie (Schiene) 852 (GerEinh), Sankt Ingbert
  - Krankentransportkompanie (Schiene) 853 (GerEinh), Sankt Ingbert
  - Krankentransportkompanie (Schiene) 854 (GerEinh), Sankt Ingbert
  - Krankentransportkompanie (Schiene) 855 (GerEinh), Sankt Ingbert
  - Krankentransportkompanie (Schiene) 856 (GerEinh), Walkertshofen
  - Krankentransportkompanie (Schiene) 857 (GerEinh), Walkertshofen
  - Krankentransportkompanie (Schiene) 858 (GerEinh), Aalen
  - Krankentransportkompanie (Schiene) 859 (GerEinh), Aalen
  - Krankentransportkompanie (Schiene) 860 (GerEinh), Aalen
  - Krankentransportkompanie (Schiene) 861 (GerEinh), Aalen
  - Krankentransportkompanie (Schiene) 862 (GerEinh), Aalen
  - Krankentransportkompanie (Schiene) 863 (GerEinh), Walkertshofen
  - Krankentransportkompanie (Schiene) 864 (GerEinh), Walkertshofen

#### Versorgungskommando 850
- Stab/Stabskompanie Versorgungskommando 850, Limburg
  - Heeresinstandsetzungswerk 850, Darmstadt
  - Instandsetzungskompanie 850 (teilaktiv) (Elektronik), Mainz
  - Transportbataillon 851 (GerEinh), Homburg
  - Nachschubbataillon 854 (GerEinh), Wüschheim

#### Versorgungskommando 860
- Stab/Stabskompanie Versorgungskommando 860, Germersheim
  - Instandsetzungskompanie 860 (teilaktiv) (Elektronik), Karlsruhe
  - Transportbataillon 861 (gekadert), Achern (Die 2./- 3./- und 6./TrspBtl 861 hatten den "Auftrag im Frieden", Rekruten auszubilden)
  - Transportbataillon 862 (GerEinh), Kirchzarten
  - Transportbataillon 863 (GerEinh), Muggensturm
  - Nachschubbataillon 864 (GerEinh), Achern (Die 2./NschBtl 864 war aufgestellt und hat den "Auftrag im Frieden", Rekruten auszubilden)
  - Nachschubbataillon 865 (GerEinh), Worms

#### Unterstützungskommando 8
Im Wartime Host Nation Support (WHNS) wirkt das Unterstützungskommando 8 eng mit dem 21st Theater Army Area Command (TAACOM) der US Army in Kaiserslautern zusammen.
- Stab/Stabskompanie Unterstützungskommando 8 (teilaktiv), Zweibrücken
  - Versorgungskompanie 4801 (GerEinh), Oberdiebach
  -  Sicherungsbataillon 481 (GerEinh), Kaiserslautern
  -  Sicherungsbataillon 482 (GerEinh), Bexbach
  - Begleitbatterie 4801 (GerEinh), Nünschweiler (um 1989 in Aufstellung)
  - Begleitbatterie 4802 (GerEinh), Nersingen
  - Begleitbatterie 4803 (GerEinh), Nünschweiler (um 1989 in Aufstellung)
  - Fernmeldebataillon 481 (GerEinh), Bruchsal (zugeordnet dem 5th Signal Command der US Army in Worms)
  - Nachschubbataillon (Betriebsstoff) 485 (GerEinh), Oftersheim
  - Feldersatzbataillon 481 (GerEinh), Bexbach
  - Nachschubregiment 48
    -  Stab/Stabs- und Versorgungskompanie Nachschubregiment 48 (GerEinh), Oberdiebach
    - Nachschubbataillon (Munition) 481 (GerEinh), Oberdiebach
    - Nachschubbataillon (Munition) 482 (GerEinh), Kirchheimbolanden
    - Nachschubbataillon (Munition) 483 (GerEinh), Nünschweiler
    - Nachschubbataillon (Munition) 484 (GerEinh), Kirchheimbolanden

#### Unterstützungskommando 9
Im Wartime Host Nation Support (WHNS) Programm wirkt das Unterstützungskommando 9 eng mit dem 4th Transportation Command (TRANSCOM) der US Army in Oberursel zusammen.
- Stab/Stabskompanie Unterstützungskommando 9 (teilaktiv), Mannheim
  - Versorgungskompanie 4901 (GerEinh), Kaiserslautern
  - Pionierbataillon 491 (GerEinh), Bruchsal
  - Krankentransportbataillon 491 (GerEinh), Hoppstädten
  - Krankentransportbataillon 492 (GerEinh), Köln
  - Feldersatzbataillon 491 (GerEinh), Buch (Hunsrück)
  - Transportregiment 49 (1989 aufgestellt)
    -  Stab/Stabskompanie Transportregiment 49 (GerEinh), Wittlich
    - Transportbataillon 492 (GerEinh), Borken
    - Transportbataillon 493 (GerEinh), Kranenburg

  - Transportregiment 490
    -  Stab/Stabskompanie Transportregiment 490 (GerEinh), Kaiserslautern
    - Transportbataillon 494 (GerEinh), Bexbach 
    - Transportbataillon 495 (GerEinh), Oftersheim
    - Transportbataillon 496 (GerEinh), Kaiserslautern

#### Wehrbereichskommando IV

Verbandsabzeichen Wehrbereichskommando IV (Ärmelabzeichen Dienstanzug für alle außer Heimatschutzbrigaden)

Dem Wehrbereichskommando IV untersteht truppendienstlich das Sicherungs- und Versorgungsregiment beim Bundesministerium der Verteidigung. Zur Übung, Ausbildung und für den Einsatz ist es dem Heeresamt nachgeordnet, bzw. über diesem direkt dem Bundesministerium der Verteidigung. Die unterstellten Verbände finden sich → hier.
- Stab/Stabskompanie Wehrbereichskommando IV (teilaktiv), Mainz
  -  Feldjägerbataillon 740, Mainz
  -  Feldjägerbataillon 741 (GerEinh), Gau-Algesheim
  -  Feldjägerbataillon 742 (GerEinh), Lahnstein
  -  Feldjägerbataillon 743 (GerEinh)
  -  ABC-Abwehrbataillon 740 (GerEinh), Bingen am Rhein
  - ABC-Abwehrbataillon 4401 (GerEinh), Baumholder (für WHNS vorgesehen)
  - ABC-Abwehrbataillon 4402 (GerEinh), Mainz (für WHNS vorgesehen)
  - Transportbataillon 740 (GerEinh), Gau-Algesheim
  - Nachschubkompanie 740 (gekadert), Mainz
  -  Instandsetzungskompanie 740 (gekadert), Mainz
  -  Truppenübungsplatzkommandantur Baumholder, Baumholder
  -  Truppenübungsplatzkommandantur Daaden, Daaden
  -  Truppenübungsplatzkommandantur Schwarzenborn, Schwarzenborn
  - Fernmeldeführer Wehrbereich IV
    -  Stab Fernmeldeführer Wehrbereich IV, Mainz
    -  Fernmeldekompanie 740 (gekadert), Mainz
    - Bereichsfernmeldeführer 415, Eschborn
    - Bereichsfernmeldeführer 421, Koblenz
    - Bereichsfernmeldeführer 431, Saarbrücken

  - Pionierregiment 74
    -  Stab/Stabskompanie Pionier-Regiment 74 (GerEinh), Budenheim
    -  Pionierbataillon 740 (GerEinh), Bingen am Rhein
    -  Pionierbataillon 741 (GerEinh), Mainz
    - Pionierbataillon 742 (GerEinh), Bad Dürkheim

  - Sanitätsregiment 74
    - Stab/Stabskompanie Sanitätsregiment 74, Mainz
    - Krankenkraftwagenkompanie 740 (GerEinh), Mainz
    - Lazarett 7440 (GerEinh), Arolsen
    - Lazarett 7441 (GerEinh), Burgwald
    - Lazarett 7442 (GerEinh), Marburg an der Lahn
    - Lazarett 7443 (GerEinh), Marburg an der Lahn
    - Lazarett 7444 (GerEinh), Marburg an der Lahn
    - Lazarett 7445 (GerEinh), Gießen
    - Reservelazarettgruppe 7401 (GerEinh), Gießen
    - Reservelazarettgruppe 7402 (GerEinh), Wetzlar
    - Reservelazarettgruppe 7403 (GerEinh), Emmerzhausen
    - Reservelazarettgruppe 7404 (GerEinh), Emmerzhausen
    - Reservelazarettgruppe 7405 (GerEinh), Emmerzhausen
    - Reservelazarettgruppe 7406 (GerEinh), Diez an der Lahn
    - Reservelazarettgruppe 7408 (GerEinh), Bad Schwalbach
    - Reservelazarettgruppe 7410 (GerEinh), Koblenz
    - Reservelazarettgruppe 7411 (GerEinh), Koblenz
    - Reservelazarettgruppe 7412 (GerEinh), Adenau
    - Reservelazarettgruppe 7413 (GerEinh), Bad Schwalbach
    - Reservelazarettgruppe 7415 (GerEinh), Ohlweiler
    - Reservelazarettgruppe 7417 (GerEinh), Mainz
    - Reservelazarettgruppe 7418 (GerEinh), Bensheim

  - Sanitätsregiment 740
    -  Stab/Stabskompanie Sanitätsregiment 740 (GerEinh), Sankt Ingbert
    - Krankenkraftwagenkompanie 741 (GerEinh) (KrKwKp [Großraum]), Sankt Ingbert
    - Reservelazarettgruppe 7414 (GerEinh), Ohlweiler
    - Reservelazarettgruppe 7416 (GerEinh), Rhaunen
    - Reservelazarettgruppe 7419 (GerEinh), Bad Dürkheim
    - Reservelazarettgruppe 7420 (GerEinh), Neustadt an der Weinstraße
    - Reservelazarettgruppe 7421 (GerEinh), Neustadt an der Weinstraße
    - Reservelazarettgruppe 7423 (GerEinh), Sankt Ingbert
    - Reservelazarettgruppe 7424 (GerEinh), Sankt Ingbert
    - Reservelazarettgruppe 7425 (GerEinh), Sankt Ingbert
    - Reservelazarettgruppe 7426 (GerEinh), Bexbach
    - Reservelazarettgruppe 7427 (GerEinh), Merzig
    - Reservelazarettgruppe 7429 (GerEinh), Naurath

##### Unterstützungskommando 4
Das Unterstützungskommando 4 arbeitet im WHNS Programm mit dem 3rd Corps Support Command (COSCOM) der US Army in Wiesbaden zusammen und unterstützte das V. US-Korps beim Aufmarsch
- Stab/Stabskompanie Unterstützungskommando 4 (teilaktiv), Mainz 
  - Versorgungskompanie 4401 (GerEinh), Bad Schwalbach
  -  Sicherungsbataillon 441 (GerEinh), Mainz (bis 1989 Aufstellung abgeschlossen)
  - Begleitbatterie 4401 (GerEinh), Gießen
  - Begleitbatterie 4402 (GerEinh), Friedberg (Hessen)
  -  Schwimmbrückenkompanie 4401 (GerEinh), Speyer (geplant: Oftersheim)
  - ABC-Abwehrbataillon (Nebel) 441 (GerEinh), Philippsburg
  - Krankentransportbataillon 441 (GerEinh), Friedberg
  - Transportbataillon 441 (GerEinh), Pfungstadt
  - Transportbataillon 442 (GerEinh), Friedberg
  - Transportbataillon 443 (GerEinh), Gießen
  - Transportbataillon 444 (GerEinh), Buch (Hunsrück)
  - Nachschubbataillon (Betriebsstoff) 444 (GerEinh), Friedberg
  - Feldersatzbataillon 441 (GerEinh), Bad Schwalbach
  - Feldersatzbataillon 442 (GerEinh), Oberdiebach (voll aufgestellt bis 1992)
  - Nachschubregiment 44
    -  Stab/Stabs- und Versorgungskompanie Nachschubregiment 44 (GerEinh), Gau-Algesheim
    - Nachschubbataillon (Munition) 441 (GerEinh), Friedberg
    - Nachschubbataillon (Munition) 442 (GerEinh), Gau-Algesheim
    - Nachschubbataillon (Munition) 443 (GerEinh), Philippsburg

##### Heimatschutzbrigade 54

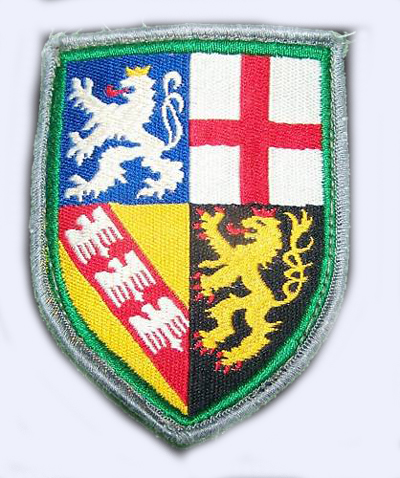
Verbandsabzeichen Heimatschutzbrigade 54 (Ärmelabzeichen Dienstanzug)

- Stab/Stabskompanie Heimatschutzbrigade 54 (teilaktiv), Trier
  - Pionierkompanie 540 (GerEinh), Kaiserslautern
  -  ABC-Abwehrkompanie 540 (GerEinh), Kaiserslautern
  -  Sanitätskompanie 540 (GerEinh), Kaiserslautern
  -  Nachschubkompanie 540 (teilaktiv), Trier
  -  Instandsetzungskompanie 540 (teilaktiv), Trier
  -  Jägerbataillon 541 (GerEinh), Bexbach
  -  Jägerbataillon 542 (teilaktiv), Bexbach
  -  Panzerbataillon 543 (teilaktiv), Hermeskeil
  -  Panzerbataillon 544 (teilaktiv), Hermeskeil
  -  Feldartilleriebataillon 545 (teilaktiv), Lahnstein (1990 aufgelöst und Personal zur Aufstellung Heeresunteroffizierschule III verwendet)
  -  Feldersatzbataillon 547 (GerEinh), Nünschweiler

##### Heimatschutzbrigade 64

Verbandsabzeichen Heimatschutzbrigade 64 (Ärmelabzeichen Dienstanzug)

- Stab/Stabskompanie Heimatschutzbrigade 64 (GerEinh), Gau-Algesheim
  -  Pionierkompanie 640 (GerEinh), Baumholder
  -  Versorgungskompanie 640 (GerEinh), Gau-Algesheim
  -  Jägerbataillon 641 (GerEinh), Baumholder
  -  Jägerbataillon 642 (GerEinh), Baumholder
  -  Panzerbataillon 643 (GerEinh), Baumholder
  -  Feldartilleriebataillon 645 (GerEinh), Baumholder

##### Verteidigungsbezirkskommando 41
- Stab (gekadert) / Stabskompanie Verteidigungsbezirkskommando 41 (GerEinh), Koblenz
  - Fernmeldekompanie 741 (GerEinh), Koblenz
  - Nachschubkompanie 744 (GerEinh), Koblenz
  - Instandsetzungskompanie 744 (GerEinh), Koblenz
  -  Sicherungsbataillon 4411 (GerEinh), Lautzenhausen (für WHNS vorgesehen)
  - Bundeswehrfachschulkompanie Koblenz, Koblenz
  - Heimatschutzregiment 74
    -  Stab/Stabskompanie Heimatschutzregiment 74 (GerEinh), Koblenz
      -  PzJgZg 74 (im Frieden unterstellt MrsKp 740) Koblenz

    -  Mörserkompanie 740 (GerEinh), Lager Schauren
    -  Versorgungskompanie 740 (GerEinh), Koblenz
    -  Jägerbataillon 741 (GerEinh), Koblenz
    -  Jägerbataillon 742 (GerEinh), Koblenz
    -  Jägerbataillon 743 (GerEinh), Lager Schauren

  - Verteidigungskreiskommando 411
    -  Stab (gekadert) / Stabskompanie Verteidigungskreiskommando 411 (GerEinh), Mendig
    - Heimatschutzkompanie 4111 (GerEinh), Mendig
    - Heimatschutzkompanie 4112 (GerEinh), Mendig
    - Heimatschutzkompanie 4113 (GerEinh), Mendig
    - Wehrleit- und Ersatzbataillon 865 (GerEinh), Mendig

  - Verteidigungskreiskommando 412
    -  Stab (gekadert) / Stabskompanie Verteidigungskreiskommando 412 (GerEinh), Diez an der Lahn
    - Wehrleit- und Ersatzbataillon 852 (GerEinh), Diez an der Lahn

  - Verteidigungskreiskommando 413
    -  Stab (gekadert) / Stabskompanie Verteidigungskreiskommando 413 (GerEinh), Idar-Oberstein
    - Heimatschutzkompanie 4131 (GerEinh), Baumholder
    - Heimatschutzkompanie 4132 (GerEinh), Baumholder
    - Heimatschutzkompanie 4133 (GerEinh), Baumholder
    - Wehrleit- und Ersatzbataillon 855 (GerEinh), Baumholder

##### Verteidigungsbezirkskommando 42
- Stab (gekadert) / Stabskompanie Verteidigungsbezirkskommando 42 (GerEinh), Trier
  -  Sicherungsbataillon 4421 (GerEinh), Naurath (für WHNS vorgesehen)
  -  Sicherungsbataillon 4422 (GerEinh), Naurath (für WHNS vorgesehen)
  - Versorgungskompanie 4420 (GerEinh), Naurath (für WHNS vorgesehen)
  - Verteidigungskreiskommando 421
    -  Stab (gekadert) / Stabskompanie VKK 421 (GerEinh), Wittlich
    - Heimatschutzkompanie 4211 (GerEinh), Naurath
    - Heimatschutzkompanie 4212 (GerEinh), Naurath 
    - Heimatschutzkompanie 4213 (GerEinh), Naurath
    - Heimatschutzkompanie 4214 (GerEinh), Naurath
    -  Sicherungskompanie 4421/1 (GerEinh), Lautzenhausen (für WHNS vorgesehen) 
    -  Sicherungskompanie 4421/2 (GerEinh), Lautzenhausen (für WHNS vorgesehen)
    -  Sicherungskompanie 4421/3 (GerEinh), Naurath (für WHNS vorgesehen)
    -  Sicherungskompanie 4421/4 (GerEinh), Naurath (für WHNS vorgesehen)
    - Wehrleit- und Ersatzbataillon 854 (GerEinh), Naurath 

  - Verteidigungskreiskommando 422
    -  Stab (gekadert) / Stabskompanie Verteidigungskreiskommando 422 (GerEinh), Gerolstein
    - Heimatschutzkompanie 4221 (GerEinh), Naurath
    - Heimatschutzkompanie 4222 (GerEinh), Naurath
    - Heimatschutzkompanie 4223 (GerEinh), Naurath 
    - Heimatschutzkompanie 4224 (GerEinh), Naurath
    - Wehrleit- und Ersatzbataillon 853 (GerEinh), Naurath

##### Verteidigungsbezirkskommando 43
- Stab (gekadert) / Stabskompanie Verteidigungsbezirkskommando 43 (GerEinh), Darmstadt
  - Fernmeldekompanie 743 (GerEinh), Mainz
  - Nachschubkompanie 743 (GerEinh), Bensheim
  - Instandsetzungskompanie 743 (GerEinh), Bensheim
  -  Sicherungsbataillon 4431 (GerEinh), Mainz (in Aufstellung, für WHNS vorgesehen)
  -  Sicherungsbataillon 4432 (GerEinh), Mainz (in Aufstellung, für WHNS vorgesehen)
  -  Sicherungsbataillon 4433 (GerEinh), Mainz (in Aufstellung, für WHNS vorgesehen)
  - Heimatschutzregiment 84
    -  Stab/Stabskompanie Heimatschutzregiment 84 (GerEinh), Trebur
    - Mörserkompanie 840 (GerEinh), Trebur
    - Versorgungskompanie 840 (GerEinh), Trebur
    -  Jägerbataillon 841 (GerEinh), Trebur
    -  Jägerbataillon 842 (GerEinh), Bensheim
    - Jägerbataillon 843 (GerEinh), Hasselroth (bis März 1988 Gau-Algesheim)

  - Verteidigungskreiskommando 431
    -  Stab (gekadert) / Stabskompanie Verteidigungskreiskommando 431 (GerEinh), Frankfurt am Main
    - Heimatschutzkompanie 4311 (GerEinh), Hasselroth
    - Heimatschutzkompanie 4312 (GerEinh), Hasselroth
    - Heimatschutzkompanie 4313 (GerEinh), Hasselroth
    - Heimatschutzkompanie 4314 (GerEinh), Hasselroth
    - Wehrleit- und Ersatzbataillon 856 (GerEinh), Hasselroth

  - Verteidigungskreiskommando 432
    -  Stab (gekadert) / Stabskompanie Verteidigungskreiskommando 432 (GerEinh), Wiesbaden
    - Heimatschutzkompanie 4321 (GerEinh), Mainz
    - Heimatschutzkompanie 4322 (GerEinh) [198], Mainz
    - Wehrleit- und Ersatzbataillon 857 (GerEinh), Bad Schwalbach (ab 1990 Wiesbaden)

##### Verteidigungsbezirkskommando 44
- Stab (gekadert) / Stabskompanie Verteidigungsbezirkskommando 44 (GerEinh), Kassel
  - Verteidigungskreiskommando 441
    -  Stab (gekadert) / Stabskompanie Verteidigungskreiskommando 441 (GerEinh), Fritzlar
    - Wehrleit- und Ersatzbataillon 859 (GerEinh), Emmerzhausen
    - Bundeswehrfachschulkompanie Kassel, Kassel

  - Verteidigungskreiskommando 442
    -  Stab (gekadert) / Stabskompanie Verteidigungskreiskommando 442 (GerEinh), Rotenburg an der Fulda
    - Wehrleit- und Ersatzbataillon 860 (GerEinh), Ockershausen

##### Verteidigungsbezirkskommando 45
- Stab (gekadert) / Stabskompanie Verteidigungsbezirkskommando 45 (GerEinh), Neustadt an der Weinstraße
  - Fernmeldekompanie 741 (GerEinh), Neustadt an der Weinstraße
  - Nachschubkompanie 741 (GerEinh), Neustadt an der Weinstraße
  - Instandsetzungskompanie 741 (GerEinh), Neustadt an der Weinstraße
  -  Sicherungsbataillon 4451 (GerEinh), Kaiserslautern (Für WHNS vorgesehen)
  -  Sicherungsbataillon 4452 (GerEinh), Kaiserslautern (Für WHNS vorgesehen)
  -  Sicherungsbataillon 4453 (GerEinh), Zweibrücken (Für WHNS vorgesehen)
  - Versorgungskompanie 4450 (GerEinh), Bexbach (Für WHNS vorgesehen)
  - Heimatschutzregiment 94
    -  Stab/Stabskompanie Heimatschutzregiment 94 (GerEinh), Neustadt an der Weinstraße
    -  Mörserkompanie 940 (GerEinh), Neustadt an der Weinstraße
    -  Versorgungskompanie 940 (GerEinh), Neustadt an der Weinstraße
    -  Jägerbataillon 941 (GerEinh), Neustadt an der Weinstraße
    -  Jägerbataillon 942, 2 (GerEinh), Nünschweiler
    -  Jägerbataillon 943 (GerEinh), Rohrbach (Pfalz)

  - Verteidigungskreiskommando 451
    -  Stab (gekadert) / Stabskompanie Verteidigungskreiskommando 451 (GerEinh), Landau in der Pfalz
    - Heimatschutzkompanie 4511 (GerEinh), Rohrbach (Pfalz)
    - Heimatschutzkompanie 4512 (GerEinh), Rohrbach (Pfalz)
    - Heimatschutzkompanie 4513 (GerEinh), Rohrbach (Pfalz)
    - Wehrleit- und Ersatzbataillon 863 (GerEinh), Neustadt an der Weinstraße

  - Verteidigungskreiskommando 452
    -  Stab (gekadert) / Stabskompanie Verteidigungskreiskommando 452 (GerEinh), Worms
    - Heimatschutzkompanie 4521 (GerEinh), Worms
    - Heimatschutzkompanie 4522 (GerEinh), Worms
    - Wehrleit- und Ersatzbataillon 862 (GerEinh), Gau-Algesheim
    - Bundeswehrfachschulkompanie Mainz, Mainz
    - Fachausbildungskompanie Mainz, Mainz

  - Verteidigungskreiskommando 453
    -  Stab (gekadert) / Stabskompanie Verteidigungskreiskommando 453 (GerEinh), Zweibrücken
    - Heimatschutzkompanie 4531 (GerEinh), Kaiserslautern
    - Heimatschutzkompanie 4532 (GerEinh), Kaiserslautern
    - Heimatschutzkompanie 4533 (GerEinh), Kaiserslautern
    - Heimatschutzkompanie 4534 (GerEinh), Kaiserslautern
    - Heimatschutzkompanie 4535 (GerEinh), Kaiserslautern
    -  Sicherungskompanie 4453/1 (GerEinh), Kaiserslautern (Für WHNS vorgesehen)
    -  Sicherungskompanie 4453/2 (GerEinh), Zweibrücken (Für WHNS vorgesehen)
    - Wehrleit- und Ersatzbataillon 861 (GerEinh), Kaiserslautern

##### Verteidigungsbezirkskommando 46
- Stab (gekadert) / Stabskompanie Verteidigungsbezirkskommando 46 (GerEinh), Saarbrücken
  - Nachschubkompanie 742 (GerEinh), Nünschweiler
  - Instandsetzungskompanie 742 (GerEinh), Nünschweiler
  - Verteidigungskreiskommando 461
    -  Stab (gekadert) / Stabskompanie Verteidigungskreiskommando 461 (GerEinh), Merzig
    - Heimatschutzkompanie 4611 (GerEinh), Merzig
    - Heimatschutzkompanie 4612 (GerEinh), Nünschweiler
    - Heimatschutzkompanie 4613 (GerEinh), Nünschweiler
    - Heimatschutzkompanie 4614 (GerEinh), Merzig
    - Wehrleit- und Ersatzbataillon 864 (GerEinh), Bexbach

##### Verteidigungsbezirkskommando 47
- Stab (gekadert) / Stabskompanie Verteidigungsbezirkskommando 47 (GerEinh), Gießen
  -     - Heimatschutzbataillon 27, Gießen
    - Heimatschutzbataillon 56, Gießen

  - Verteidigungskreiskommando 471
    -  Stab (gekadert) / Stabskompanie Verteidigungskreiskommando 471 (GerEinh), Marburg an der Lahn
    -  Wehrleit- und Ersatzbataillon 851 (GerEinh), Gießen
    - Wehrleit- und Ersatzbataillon 858 (GerEinh), Gießen
    - Bundeswehrfachschulkompanie Giessen, Gießen

#### Wehrbereichskommando V

Verbandsabzeichen Wehrbereichskommando V (Ärmelabzeichen Dienstanzug für alle außer Heimatschutzbrigaden)

- Stab/Stabskompanie Wehrbereichskommando V (teilaktiv), Stuttgart
  -  Feldjägerbataillon 750, Ludwigsburg (ab 1990 Esslingen am Neckar)
  -  Feldjägerbataillon 751 (GerEinh), Ludwigsburg
  -  ABC-Abwehrbataillon 750 (GerEinh), Bruchsal (eingelagertes Gerät teil in Ubstadt)
  - ABC-Abwehrbataillon 4501 (GerEinh), Pforzheim (für WHNS vorgesehen)
  -  Transportbataillon 750 (GerEinh), Ludwigsburg
  - Nachschubkompanie 750 (gekadert), Ludwigsburg
  - Instandsetzungskompanie 750 (gekadert), Bruchsal 
  -  Truppenübungsplatzkommandantur Heuberg, Stetten am kalten Markt
  -  Verbindungs- und Truppenübungsplatzkommando Münsingen, Münsingen
  - Fernmeldführer im Wehrbereich IV
    - Stab Fernmeldeführer Wehrbereich IV, Stuttgart
    - Fernmeldekompanie 750 (gekadert), Karlsruhe
    - Bereichsfernmeldeführer 516, Freiburg im Breisgau
    - Bereichsfernmeldeführer 519, Karlsruhe
    - Bereichsfernmeldeführer 528, Stuttgart
- Sanitätsregiment 75
  - Stab/Stabskompanie Sanitätsregiment 75, Stuttgart
  - Krankenkraftwagenkompanie 750 (GerEinh) (KrKwKp [Großraum]), Aalen
  - Lazarett 7541 (GerEinh), Rainau
  - Lazarett 7542 (GerEinh), Calw
  - Lazarett 7543 (GerEinh), Stetten am kalten Markt
  - Reservelazarettgruppe 7502 (GerEinh), Tauberbischofsheim
  - Reservelazarettgruppe 7503 (GerEinh), Bad Mergentheim
  - Reservelazarettgruppe 7504 (GerEinh), Walldürn
  - Reservelazarettgruppe 7505 (GerEinh), Walldürn
  - Reservelazarettgruppe 7506 (GerEinh), Laupheim
  - Reservelazarettgruppe 7507 (GerEinh), Oftersheim
  - Reservelazarettgruppe 7508 (GerEinh), Tübingen
  - Reservelazarettgruppe 7509 (GerEinh), Bruchsal
  - Reservelazarettgruppe 7510 (GerEinh), Waldenburg
  - Reservelazarettgruppe 7511 (GerEinh), Aalen
  - Reservelazarettgruppe 7512 (GerEinh), Aalen
  - Reservelazarettgruppe 7513 (GerEinh), Urbach
  - Reservelazarettgruppe 7514 (GerEinh), Tübingen
  - Reservelazarettgruppe 7516 (GerEinh), Ulm
  - Reservelazarettgruppe 7517 (GerEinh), Ulm
  - Reservelazarettgruppe 7518 (GerEinh), Laupheim
  - Reservelazarettgruppe 7521 (GerEinh), Engstingen[1]
- Sanitätsregiment 750
  -  Stab/Stabskompanie Sanitätsregiment 750 (GerEinh), Waldshut
  - Krankenkraftwagenkompanie 751 (GerEinh) (KrKwKp [Großraum]), Waldshut
  - Reservelazarettgruppe 7519 (GerEinh), Laupheim
  - Reservelazarettgruppe 7522 (GerEinh), Oppenau
  - Reservelazarettgruppe 7523 (GerEinh), Oppenau
  - Reservelazarettgruppe 7524 (GerEinh), Oberwolfach
  - Reservelazarettgruppe 7525 (GerEinh), Stetten am kalten Markt
  - Reservelazarettgruppe 7526 (GerEinh), Sigmaringen
  - Reservelazarettgruppe 7527 (GerEinh), Sigmaringen
  - Reservelazarettgruppe 7528 (GerEinh), Pfullendorf
  - Reservelazarettgruppe 7530 (GerEinh), Weingarten (Württemberg)
  - Reservelazarettgruppe 7531 (GerEinh), Friedrichshafen
  - Reservelazarettgruppe 7532 (GerEinh), Konstanz
  - Reservelazarettgruppe 7533 (GerEinh), Konstanz
  - Reservelazarettgruppe 7534 (GerEinh), Neuhausen ob Eck
  - Reservelazarettgruppe 7535 (GerEinh), Immendingen
  - Reservelazarettgruppe 7536 (GerEinh), Hohentengen
  - Reservelazarettgruppe 7537 (GerEinh), Waldshut
  - Reservelazarettgruppe 7538 (GerEinh), Kirchzarten
  - Reservelazarettgruppe 7539 (GerEinh), Kirchzarten
  - Reservelazarettgruppe 7540 (GerEinh), Engstingen
- Pionierregiment 75
  -  Stab/Stabskompanie Pionierregiment 75 (GerEinh), Muggensturm
  - Pionierbataillon 751 (GerEinh), Muggensturm

##### Heimatschutzbrigade 55

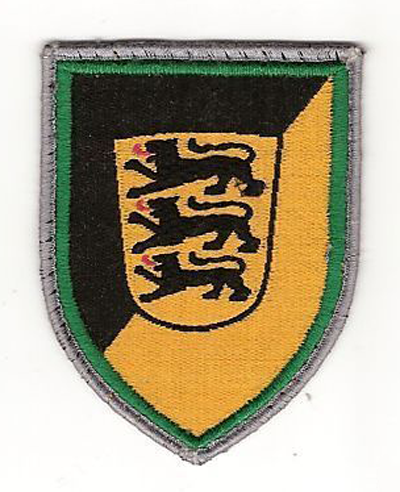
Verbandsabzeichen Heimatschutzbrigade 55 (Ärmelabzeichen Dienstanzug)

Hinweis: Teile der Heimatschutzbrigade 55 werden beginnend 1989 in Truppenteile der neu aufzustellenden deutsch-französischen Brigade umgegliedert. Die verbleibenden Truppenteile werden aufgelöst oder werden wie im Falle der (hier nicht aufgeführten) Ausbildungszentren dem Stab des WBK V direkt unterstellt und die Heimatschutzbrigade 55 danach außer Dienst gestellt. Aufbau der D/F-Brigade und Auflösung der Heimatschutzbrigade 55 verliefen parallel.
- Stab / Stabskompanie Heimatschutzbrigade 55 (teilaktiv), Böblingen 
  - Pionierkompanie 550 (GerEinh), Donaueschingen (bis Oktober Renningen. Umgliederung in Panzerpionierkompanie 550 (aktiv) zur Eingliederung in D/F-Brigade)
  - ABC-Abwehrkompanie 550 (GerEinh), Renningen (ab November direkt WBK V unterstellt.)
  -  Sanitätskompanie 550 (GerEinh), Renningen (ab 1989 Stetten am kalten Markt. Zur Eingliederung in das D/F-Versorgungsbataillon Teilaktivierung. Danach als selbstständige Einheit aufgelöst.)
  - Nachschubkompanie 550 (teilaktiv), Engstingen (ab Oktober 1989 Stetten a. kalten Markt. Zur Aufstellung der Transportkompanie des D/F-Versorgungsbataillons herangezogen. Danach als selbstständige Einheit aufgelöst.)
  - Instandsetzungskompanie 550 (teilaktiv), Stetten am kalten Markt (Zur Aufstellung des D/F-Versorgungsbataillons herangezogen. Danach als selbstständige Einheit aufgelöst.)
  -  Jägerbataillon 551 (GerEinh), Renningen (Oktober 1989 Wechsel zu Verteidigungsbezirkskommando 51)
  -  Jägerbataillon 552, Böblingen (Zunächst unverändert in D/F Brigade eingegliedert, später mit PzGrenBtl.292 Fussioniert zu JgBtl.292)
  -  Panzerbataillon 553 (gekadert), Stetten am kalten Markt (Mitte 1989 aufgelöst)
  -  Panzerbataillon 554 (gekadert), Stetten am kalten Markt (September 1989 aufgelöst. Aus der 2./PzBtl 554 wird April 1989 die Panzerjägerkompanie 550 neu aufgestellt.Eingliederung in DF Brigade)
  -  Feldartilleriebataillon 555, (teilaktiv), Böblingen (ab Oktober 1989 Horb) (mit PzArtBtl. 295 Fussioniert zu ArtBtl 295 eingliederung in DF Brigade)
  - Feldersatzbataillon 557 (GerEinh), Renningen (August 1989 aufgelöst)

##### Deutsch-Französische Brigade

Verbandsabzeichen D/F-Brigade (Ärmelabzeichen Dienstanzug)

Hinweis: Die deutsch-französische Brigade bestand von Anfang an aus deutschen und französischen Truppenteilen. Angeführt werden hier nur Truppenteile mit deutscher Beteiligung. Da Frankreich zwar Mitglied der NATO war, aber damals nicht in die NATO-Kommandostruktur eingebunden war, blieb die für einen Verband des Territorialheeres außerordentlich schlagkräftige Deutsch-französische Brigade bis zur Lockerung der festen NATO-Kommandostruktur in Europa schon alleine aus rechtlichen Gründen Teil des unter nationalen (i. e. nicht NATO) Kommando stehenden Territorialheeres. Wie oben gezeigt verliefen Aufbau der D/F-Brigade und Auflösung der Heimatschutzbrigade 55 parallel. Die Brigade wurde ab Oktober 1988 aufgestellt und im Oktober 1989 in Dienst gestellt. Die Gliederung zum Aufstellungszeitpunkt:
- Stab / Stabskompanie (GE/FR) Deutsch-Französische Brigade, Böblingen (Aufstellungsstab ab 3. Oktober 1988 in Böblingen)
  - Panzerjägerkompanie 550, Stetten am kalten Markt (April 1989 aus 2./PzBtl 554 neu aufgestellt)
  - Panzerpionierkompanie 550, Donaueschingen
  - Jägerbataillon 552, Böblingen
  - Feldartilleriebataillon 555, Horb am Neckar
  - Versorgungsbataillon (GE/FR), Stetten am kalten Markt

##### Heimatschutzbrigade 65

Verbandsabzeichen Heimatschutzbrigade 65 (Ärmelabzeichen Dienstanzug)

- Stab/Stabskompanie Heimatschutzbrigade 65 (GerEinh), Renningen
  - Pionierkompanie 650 (GerEinh), Renningen
  - Versorgungskompanie 650 (GerEinh), Renningen
  - Jägerbataillon 651 (GerEinh), Renningen
  - Jägerbataillon 652 (GerEinh), Schorndorf
  - Panzerbataillon 653 (GerEinh), Münsingen
  - Feldartilleriebataillon 655 (GerEinh), Philippsburg

##### Unterstützungskommando 5
Hinweis: Zusammenarbeit im Rahmen des Wartime Host Nation Support (WHNS)
mit dem 2nd Corps Support Command (COSCOM) der US Army in Nellingen (Ostfildern) zur Unterstützung des VII. US-Korps.
- Stab/Stabskompanie Unterstützungskommando 5 (teilaktiv), Ludwigsburg
  - Versorgungskompanie 4501 (GerEinh), Schorndorf
  -  Sicherungsbataillon 451 (GerEinh), Walldürn
  - Begleitbatterie 4501 (GerEinh), Fürth
  - Begleitbatterie 4502 (GerEinh), Alzenau
  -  Schwimmbrückenkompanie 4501 (GerEinh), Bruchsal
  - ABC-Abwehrbataillon (Nebel) 451 (GerEinh), Philippsburg
  - Instandsetzungsbataillon 451 (GerEinh), Urbach
  - Krankentransportbataillon 451 (GerEinh), Fürth
  - Nachschubbataillon (Betriebsstoff) 454 (GerEinh), Urbach
  - Feldersatzbataillon 451 (GerEinh), Bietigheim-Bissingen
  - Nachschubregiment 45
    -  Stab/Stabs- und Versorgungskompanie Nachschubregiment 45 (GerEinh), Bad Mergentheim
    - Nachschubbataillon (Munition) 451 (GerEinh), Elztal (nur provisorisch)
    - Nachschubbataillon (Munition) 452 (GerEinh), Bad Mergentheim
    - Nachschubbataillon (Munition) 453 (GerEinh), Walldürn

  - Transportregiment 45
    -  Stab/Stabskompanie Transportregiment 45 (GerEinh), Waldenburg
    - Transportbataillon 451 (GerEinh), Waldenburg
    - Transportbataillon 452 (GerEinh), Elztal (nur provisorisch)
    - Transportbataillon 453 (GerEinh), Fürth
    - Transportbataillon 454 (GerEinh), Elztal (nur provisorisch)

##### Verteidigungsbezirkskommando 51
- Stab (gekadert) / Stabskompanie Verteidigungsbezirkskommando 51 (GerEinh), Ludwigsburg
  - Fernmeldekompanie 751 (GerEinh), Schorndorf
  - Nachschubkompanie 751 (GerEinh), Schorndorf
  - Instandsetzungskompanie 751 (GerEinh), Schorndorf
  -  Sicherungsbataillon 4511 (GerEinh), Schorndorf (für WHNS vorgesehen)
  - Heimatschutzregiment 75 (Beiname: „Alt-Württemberg“)
    -  Stab/Stabskompanie Heimatschutzregiment 75 (GerEinh), Waldenburg
    - Mörserkompanie 750 (GerEinh), Waldenburg
    - Versorgungskompanie 750 (GerEinh), Waldenburg
    - Jägerbataillon 751 (GerEinh), Waldenburg
    - Jägerbataillon 752 (GerEinh), Oftersheim
    - Jägerbataillon 753 (GerEinh), Ludwigsburg

  - Verteidigungskreiskommando 511
    -  Stab (gekadert) / Stabskompanie Verteidigungskreiskommando 511 (GerEinh), Stuttgart
    - Heimatschutzkompanie 5111 (GerEinh), Renningen
    - Heimatschutzkompanie 5112 (GerEinh), Renningen
    - Wehrleit- und Ersatzbataillon 870 (GerEinh), Renningen

  - Verteidigungskreiskommando 512
    -  Stab (gekadert) / Stabskompanie Verteidigungskreiskommando 512 (GerEinh), Schwäbisch Gmünd
    - Heimatschutzkompanie 5121 (GerEinh), Rainau
    - Wehrleit- und Ersatzbataillon 871 (GerEinh), Schorndorf

  - Verteidigungskreiskommando 513
    -  Stab (gekadert) / Stabskompanie Verteidigungskreiskommando 513 (GerEinh), Heilbronn
    - Heimatschutzkompanie 5131 (GerEinh), Waldenburg
    - Heimatschutzkompanie 5132 (GerEinh), Waldenburg
    - Wehrleit- und Ersatzbataillon 872 (GerEinh), Siegelsbach
    - Bundeswehrfachschulkompanie Tauberbischofsheim, Tauberbischofsheim

##### Verteidigungsbezirkskommando 52
- Stab (gekadert) / Stabskompanie Verteidigungsbezirkskommando 52 (GerEinh), Karlsruhe
  - Fernmeldekompanie 752 (GerEinh), Oftersheim
  - Nachschubkompanie 752 (GerEinh), Oftersheim
  - Instandsetzungskompanie 752 (GerEinh), Oftersheim
  - Verteidigungskreiskommando 521
    -  Stab (gekadert) / Stabskompanie Verteidigungskreiskommando 521 (GerEinh), Karlsruhe
    - Heimatschutzkompanie 5211 (GerEinh), Bruchsal
    - Heimatschutzkompanie 5212 (GerEinh), Bruchsal
    - Heimatschutzkompanie 5213 (GerEinh), Muggensturm
    - Bundeswehrfachschulkompanie Karlsruhe, Karlsruhe
    - Fachausbildungskompanie Karlsruhe, Karlsruhe

  - Verteidigungskreiskommando 522
    -  Stab (gekadert) / Stabskompanie Verteidigungskreiskommando 522 (GerEinh), Mannheim
    - Heimatschutzkompanie 5221 (GerEinh), Oftersheim
    - Heimatschutzkompanie 5222 (GerEinh), Oftersheim
    - Heimatschutzkompanie 5223 (GerEinh), Oftersheim
    - Wehrleit- und Ersatzbataillon 874 (GerEinh), Oftersheim

  - Verteidigungskreiskommando 523
    -  Stab (gekadert) / Stabskompanie Verteidigungskreiskommando 523 (GerEinh), Pforzheim
    - Heimatschutzkompanie 5231 (GerEinh), Pforzheim
    - Heimatschutzkompanie 5232 (GerEinh), Pforzheim
    - Wehrleit- und Ersatzbataillon 875 (GerEinh), Pforzheim

##### Verteidigungsbezirkskommando 53
- Stab (gekadert) / Stabskompanie Verteidigungsbezirkskommando 53 (GerEinh), Freiburg im Breisgau
  - Fernmeldekompanie 753 (GerEinh), Kirchzarten
  - Nachschubkompanie 753 (GerEinh), Kirchzarten
  - Instandsetzungskompanie 753 (GerEinh), Kirchzarten
  - Verteidigungskreiskommando 532
    -  Stab (gekadert) / Stabskompanie Verteidigungskreiskommando 532 (GerEinh), Immendingen
    - Heimatschutzkompanie 5321 (GerEinh), Immendingen
    - Wehrleit- und Ersatzbataillon 876 (GerEinh), Neuhausen ob Eck

  - Verteidigungskreiskommando 533
    -  Stab (gekadert) / Stabskompanie Verteidigungskreiskommando 533 (GerEinh), Freiburg im Breisgau
    - Heimatschutzkompanie 5331 (GerEinh), Achern
    - Heimatschutzkompanie 5332 (GerEinh), Achern
    - Heimatschutzkompanie 5333 (GerEinh), Kirchzarten
    - Heimatschutzkompanie 5334 (GerEinh), Kirchzarten
    - Wehrleit- und Ersatzbataillon 866 (GerEinh), Kirchzarten

##### Verteidigungsbezirkskommando 54
- Stab (gekadert) / Stabskompanie Verteidigungsbezirkskommando 54 (GerEinh), Tübingen
  - Fernmeldekompanie 754 (GerEinh), Engstingen
  - Nachschubkompanie 754 (GerEinh), Hechingen
  - Instandsetzungskompanie 754 (GerEinh), Hechingen
  - Heimatschutzregiment 85 (Beiname: Württemberg-Hohenzollern)
    -  Stab/Stabskompanie Heimatschutzregiment 85 (GerEinh), Hechingen
    - Mörserkompanie 850 (GerEinh), Hechingen
    - Versorgungskompanie 850 (GerEinh), Hechingen
    - Jägerbataillon 851 (GerEinh), Burladingen
    - Jägerbataillon 852 (GerEinh), Hechingen
    - Jägerbataillon 853 (GerEinh), Kirchzarten

  - Verteidigungskreiskommando 541
    -  Stab (gekadert) / Stabskompanie Verteidigungskreiskommando 541 (GerEinh), Reutlingen
    - Heimatschutzkompanie 5411 (GerEinh), Burladingen
    - Heimatschutzkompanie 5412 (GerEinh), Burladingen
    - Wehrleit- und Ersatzbataillon 867 (GerEinh), Hechingen

  - Verteidigungskreiskommando 542
    -  Stab (teilaktiv) / Stabskompanie Verteidigungskreiskommando 542 (GerEinh), Ulm
    - Heimatschutzkompanie 5421 (GerEinh), Biberach an der Riß
    - Wehrleit- und Ersatzbataillon 868 (GerEinh), Amstetten
    - Bundeswehrfachschulkompanie Ulm, Ulm

  - Verteidigungskreiskommando 543
    -  Stab (gekadert) / Stabskompanie Verteidigungskreiskommando 543 (GerEinh), Weingarten (Württemberg)
    - Heimatschutzkompanie 5431 (GerEinh), Weingarten
    - Heimatschutzkompanie 5432 (GerEinh), Weingarten
    - Wehrleit- und Ersatzbataillon 869 (GerEinh), Weingarten

#### Wehrbereichskommando VI

Verbandsabzeichen Wehrbereichskommando VI (Ärmelabzeichen Dienstanzug für alle außer Heimatschutzbrigaden)

- Stab/Stabskompanie Wehrbereichskommando VI (teilaktiv), München
  - Feldjägerbataillon 760, München
  - Feldjägerbataillon 761 (GerEinh), Fürth
  - Feldjägerbataillon 762 (GerEinh), Nersingen
  - ABC-Abwehrbataillon 760 (GerEinh), Dillingen an der Donau
  - Transportbataillon 760 (GerEinh), Weißenhorn
  - Nachschubkompanie 760 (gekadert), München
  - Instandsetzungskompanie 760 (gekadert), München
  - Fernmeldeführer im Wehrbereich VI
    - Stab Fernmeldeführer Wehrbereich VI, München
    - Fernmeldekompanie 760 (gekadert), München
    - Bereichsfernmeldeführer 623, München
    - Bereichsfernmeldeführer 626, Nürnberg
    - Bereichsfernmeldeführer 627, Regensburg

  - Pionierregiment 76
    -  Stab/Stabskompanie Pionierregiment 760 (GerEinh), Garching
    - Pionierbataillon 760 (GerEinh), Münchsmünster
    - Pionierbataillon 761 (GerEinh), Garching

  - Sanitätsregiment 76
    -  Stab/Stabskompanie Sanitätsregiment 76, München
    - Krankenkraftwagenkompanie 760 (GerEinh) (KrKwKp [Großraum]), Kirchseeon
    - Lazarett 7649 (GerEinh), Regensburg
    - Lazarett 7650 (GerEinh), Münchsmünster
    - Lazarett 7651 (GerEinh), Feldkirchen
    - Lazarett 7652 (GerEinh), Landshut
    - Lazarett 7653 (GerEinh), Eggenfelden
    - Reservelazarettgruppe 7604 (GerEinh), Münchsmünster
    - Reservelazarettgruppe 7605 (GerEinh), Aichach
    - Reservelazarettgruppe 7606 (GerEinh), Lauingen
    - Reservelazarettgruppe 7607 (GerEinh), Walkertshofen
    - Reservelazarettgruppe 7608 (GerEinh), Nersingen
    - Reservelazarettgruppe 7609 (GerEinh), München
    - Reservelazarettgruppe 7610 (GerEinh), München
    - Reservelazarettgruppe 7611 (GerEinh), Kirchseeon
    - Reservelazarettgruppe 7612 (GerEinh), Brannenburg
    - Reservelazarettgruppe 7613 (GerEinh), Oberammergau
    - Reservelazarettgruppe 7614 (GerEinh), Murnau am Staffelsee
    - Reservelazarettgruppe 7615 (GerEinh), Mittenwald
    - Reservelazarettgruppe 7616 (GerEinh), Kirchseeon
    - Reservelazarettgruppe 7617 (GerEinh), Peiting
    - Reservelazarettgruppe 7618 (GerEinh), Peiting
    - Reservelazarettgruppe 7619 (GerEinh), Peiting
    - Reservelazarettgruppe 7620 (GerEinh), Füssen
    - Reservelazarettgruppe 7621 (GerEinh), Kempten (Allgäu)
    - Reservelazarettgruppe 7622 (GerEinh), Sonthofen
    - Reservelazarettgruppe 7623 (GerEinh), Sonthofen
    - Reservelazarettgruppe 7624 (GerEinh), Sigmarszell

  - Sanitätsregiment 760
    -  Stab/Stabskompanie Sanitätsregiment 760 (GerEinh), München
    - Krankenkraftwagenkompanie 761 (GerEinh) (KrKwKp [Großraum]), Aichach
    - Lazarett 7640 (GerEinh), Aschaffenburg
    - Lazarett 7641 (GerEinh), Alzenau
    - Lazarett 7642 (GerEinh), Veitshöchheim
    - Lazarett 7643 (GerEinh), Fürth
    - Lazarett 7646 (GerEinh), Roth
    - Lazarett 7647 (GerEinh), Pfofeld
    - Lazarett 7648 (GerEinh), Pfofeld
    - Reservelazarettgruppe 7601 (GerEinh), Triefenstein
    - Reservelazarettgruppe 7602 (GerEinh), Giebelstadt
    - Reservelazarettgruppe 7603 (GerEinh), Heidenheim am Hahnenkamm

##### Heimatschutzbrigade 66

Verbandsabzeichen Heimatschutzbrigade 66 (Ärmelabzeichen Dienstanzug)

- Stab/Stabskompanie Heimatschutzbrigade 66 (GerEinh), Garching
  - Pionierkompanie 660 (GerEinh), Garching
  - Versorgungskompanie 660 (GerEinh), Garching
  - Jägerbataillon 661 (GerEinh), München
  - Jägerbataillon 662 (GerEinh), Heidenheim am Hahnenkamm
  - Panzerbataillon 663 (GerEinh), Heidenheim am Hahnenkamm
  - Feldartilleriebataillon 665 (GerEinh), Pöcking

##### Verteidigungsbezirkskommando 61
- Stab (gekadert) / Stabskompanie Verteidigungsbezirkskommando 61 (GerEinh), Augsburg
  - Fernmeldekompanie 761 (GerEinh), Augsburg
  - Nachschubkompanie 762 (GerEinh), Dillingen an der Donau
  - Instandsetzungskompanie 762 (GerEinh), Dillingen an der Donau
  - Heimatschutzregiment 96 (GerEinh) (Beiname: „Schwaben“)
    -  Stab/Stabskompanie Heimatschutzregiment 96 (GerEinh), Dillingen an der Donau
    - Mörserkompanie 960 (GerEinh), Dillingen an der Donau
    - Versorgungskompanie 960 (GerEinh), Dillingen an der Donau
    - Jägerbataillon 961 (GerEinh), Nersingen
    - Jägerbataillon 962 (GerEinh), Augsburg
    - Jägerbataillon 963 (GerEinh), Dillingen an der Donau

  - Verteidigungskreiskommando 611
    -  Stab (gekadert) / Stabskompanie Verteidigungskreiskommando 611 (GerEinh), Donauwörth
    - Wehrleit- und Ersatzbataillon 885 (GerEinh), Dillingen an der Donau

  - Verteidigungskreiskommando 612
    -  Stab (gekadert) / Stabskompanie Verteidigungskreiskommando 612 (GerEinh), Kempten (Allgäu)
    - Heimatschutzkompanie 6121 (GerEinh), Kempten
    - Wehrleit- und Ersatzbataillon 877 (GerEinh), Kempten
    - Bundeswehrfachschulkompanie Kempten, Kempten

  - Verteidigungskreiskommando 613
    -  Stab (gekadert) / Stabskompanie Verteidigungskreiskommando 613 (GerEinh), Augsburg
    - Heimatschutzkompanie 6131 (GerEinh), Augsburg
    - Heimatschutzkompanie 6132 (GerEinh), Augsburg
    - Wehrleit- und Ersatzbataillon 886 (GerEinh), Augsburg

##### Verteidigungsbezirkskommando 62
- Stab (gekadert) / Stabskompanie Verteidigungsbezirkskommando 62 (GerEinh), Regensburg
  - Verteidigungskreiskommando 621
    -  Stab (gekadert) / Stabskompanie Verteidigungskreiskommando 621 (GerEinh), Amberg
    - Bundeswehrfachschulkompanie Amberg, Amberg

  - Verteidigungskreiskommando 622
    -  Stab (gekadert) / Stabskompanie Verteidigungskreiskommando 622 (GerEinh), Weiden in der Oberpfalz

  - Verteidigungskreiskommando 623
    -  Stab (gekadert) / Stabskompanie Verteidigungskreiskommando 623 (GerEinh), Regensburg
    - Heimatschutzkompanie 6231 (GerEinh), Regensburg
    - Bundeswehrfachschulkompanie Regensburg, Regensburg
    - Fachausbildungskompanie Regensburg, Regensburg

##### Verteidigungsbezirkskommando 63
- Stab (gekadert) / Stabskompanie Verteidigungsbezirkskommando 63 (GerEinh), Ansbach
  - Fernmeldekompanie 763 (GerEinh), Marktbergel
  - Nachschubkompanie 763 (GerEinh), Marktbergel
  - Instandsetzungskompanie 763 (GerEinh), Marktbergel
  - Heimatschutzregiment 76 (Ab September 1988 Beiname: „Franken“)
    -  Stab/Stabskompanie Heimatschutzregiment 76 (GerEinh), Marktbergel
    - Mörserkompanie 760 (GerEinh), Marktbergel
    - Versorgungskompanie 760 (GerEinh), Marktbergel
    - Jägerbataillon 761 (GerEinh), Veitshöchheim (bis März 1988 Würzburg. Beiname: „Fränkische Jäger“)
    - Jägerbataillon 762 (GerEinh), Aschaffenburg (Beiname: „Steigerwald-Jäger“)
    - Jägerbataillon 763 (GerEinh), Marktbergel (Beiname: „Ansbacher Jäger“)

  - Verteidigungskreiskommando 631
    -  Stab (gekadert) / Stabskompanie Verteidigungskreiskommando 631 (GerEinh), Ansbach
    - Heimatschutzkompanie 6311 (GerEinh), Pfofeld
    - Heimatschutzkompanie 6312 (GerEinh), Pfofeld
    - Heimatschutzkompanie 6313 (GerEinh), Pfofeld
    - Wehrleit- und Ersatzbataillon 878 (GerEinh), Roth
    - Wehrleit- und Ersatzbataillon 879 (GerEinh), Roth

  - Verteidigungskreiskommando 632
    -  Stab (gekadert) / Stabskompanie Verteidigungskreiskommando 632 (GerEinh), Nürnberg
    - Heimatschutzkompanie 6321 (GerEinh), Fürth
    - Wehrleit- und Ersatzbataillon 887 (GerEinh), Fürth

##### Verteidigungsbezirkskommando 64
- Stab (gekadert) / Stabskompanie Verteidigungsbezirkskommando 64 (GerEinh), Würzburg
  - Verteidigungskreiskommando 641
    -  Stab (gekadert) / Stabskompanie Verteidigungskreiskommando 641 (GerEinh), Würzburg
    - Bundeswehrfachschulkompanie Würzburg, Würzburg

  - Verteidigungskreiskommando 642
    -  Stab (gekadert) / Stabskompanie Verteidigungskreiskommando 642 (GerEinh), Aschaffenburg
    - Heimatschutzkompanie 6421 (GerEinh), Aschaffenburg
    - Heimatschutzkompanie 6422 (GerEinh), Aschaffenburg
    - Heimatschutzkompanie 6423 (GerEinh), Aschaffenburg
    - Wehrleit- und Ersatzbataillon 880 (GerEinh), Alzenau

##### Verteidigungsbezirkskommando 65
- Stab (gekadert) / Stabskompanie Verteidigungsbezirkskommando 65 (GerEinh), München
  - Fernmeldekompanie 765 (GerEinh), München
  - Nachschubkompanie 761 (GerEinh), München
  - Instandsetzungskompanie 761 (GerEinh), München
  - Heimatschutzregiment 86 (Beiname „Altbayern“)
    -  Stab/Stabskompanie Heimatschutzregiment 86 (GerEinh), München
    - Mörserkompanie 860 (GerEinh), München
    - Versorgungskompanie 860 (GerEinh), München
    - Jägerbataillon 861 (GerEinh), Neuburg an der Donau (Lassigny-Kaserne)
    - Jägerbataillon 862 (GerEinh), Hemau
    - Jägerbataillon 863 (GerEinh), Eggenfelden

  - Verteidigungskreiskommando 651 (und Standortkommandantur München)
    -  Stab (gekadert) / Stabskompanie Verteidigungskreiskommando 651/Standortkommandantur München (GerEinh), München
    - Heimatschutzkompanie 6511 (GerEinh), Krailling
    - Heimatschutzkompanie 6512 (GerEinh), Krailling
    - Heimatschutzkompanie 6513 (GerEinh), München
    - Wehrleit- und Ersatzbataillon 883 (GerEinh), München
    - Wehrleit- und Ersatzbataillon 884 (GerEinh), Pöcking
    - Bundeswehrfachschulkompanie München, München
    - Fachausbildungskompanie München, München

  - Verteidigungskreiskommando 652
    -  Stab (gekadert) / Stabskompanie Verteidigungskreiskommando 652 (GerEinh), Ingolstadt
    - Heimatschutzkompanie 6521 (GerEinh), Münchsmünster
    - Heimatschutzkompanie 6522 (GerEinh), Münchsmünster
    - Wehrleit- und Ersatzbataillon 881 (GerEinh), Garching

  - Verteidigungskreiskommando 653
    -  Stab (gekadert) / Stabskompanie Verteidigungskreiskommando 653 (GerEinh), Murnau am Staffelsee
    - Heimatschutzkompanie 6531 (GerEinh), Peiting
    - Wehrleit- und Ersatzbataillon 882 (GerEinh), Murnau am Staffelsee

  - Verteidigungskreiskommando 654
    -  Stab (gekadert) / Stabskompanie Verteidigungskreiskommando 654 (GerEinh), Traunstein
    -  Sicherungskompanie 6516 (GerEinh), Traunstein
    - Bundeswehrfachschulkompanie Bad Reichenhall, Bad Reichenhall

##### Verteidigungsbezirkskommando 66
- Stab (gekadert) / Stabskompanie Verteidigungsbezirkskommando 66 (GerEinh), Landshut
  - Verteidigungskreiskommando 661
    -  Stab (gekadert) / Stabskompanie Verteidigungskreiskommando 661 (GerEinh), Deggendorf
    - Fachausbildungskompanie Passau, Passau

  - Verteidigungskreiskommando 662
    -  Stab (gekadert) / Stabskompanie Verteidigungskreiskommando 662 (GerEinh), Eggenfelden
    - Heimatschutzkompanie 6621 (GerEinh), Eggenfelde

##### Verteidigungsbezirkskommando 67
- Stab (gekadert) / Stabskompanie Verteidigungsbezirkskommando 67 (GerEinh), Bayreuth
  - Verteidigungskreiskommando 671
    -  Stab (gekadert) / Stabskompanie Verteidigungskreiskommando 671 (GerEinh), Bamberg

  - Verteidigungskreiskommando 672
    -  Stab (gekadert) / Stabskompanie Verteidigungskreiskommando 672 (GerEinh), Bayreuth
    - Fachausbildungskompanie Hof, Hof an der Saale